# Biserica „Intrarea în Biserică” și „Sfântul Ioan Botezătorul” din Urșani
Biserica „Intrarea în Biserică” și „Sfântul Ioan Botezătorul” din Urșani este un monument istoric aflat pe teritoriul satului aparținător Urșani al orașului Horezu.

## Istoric și trăsături

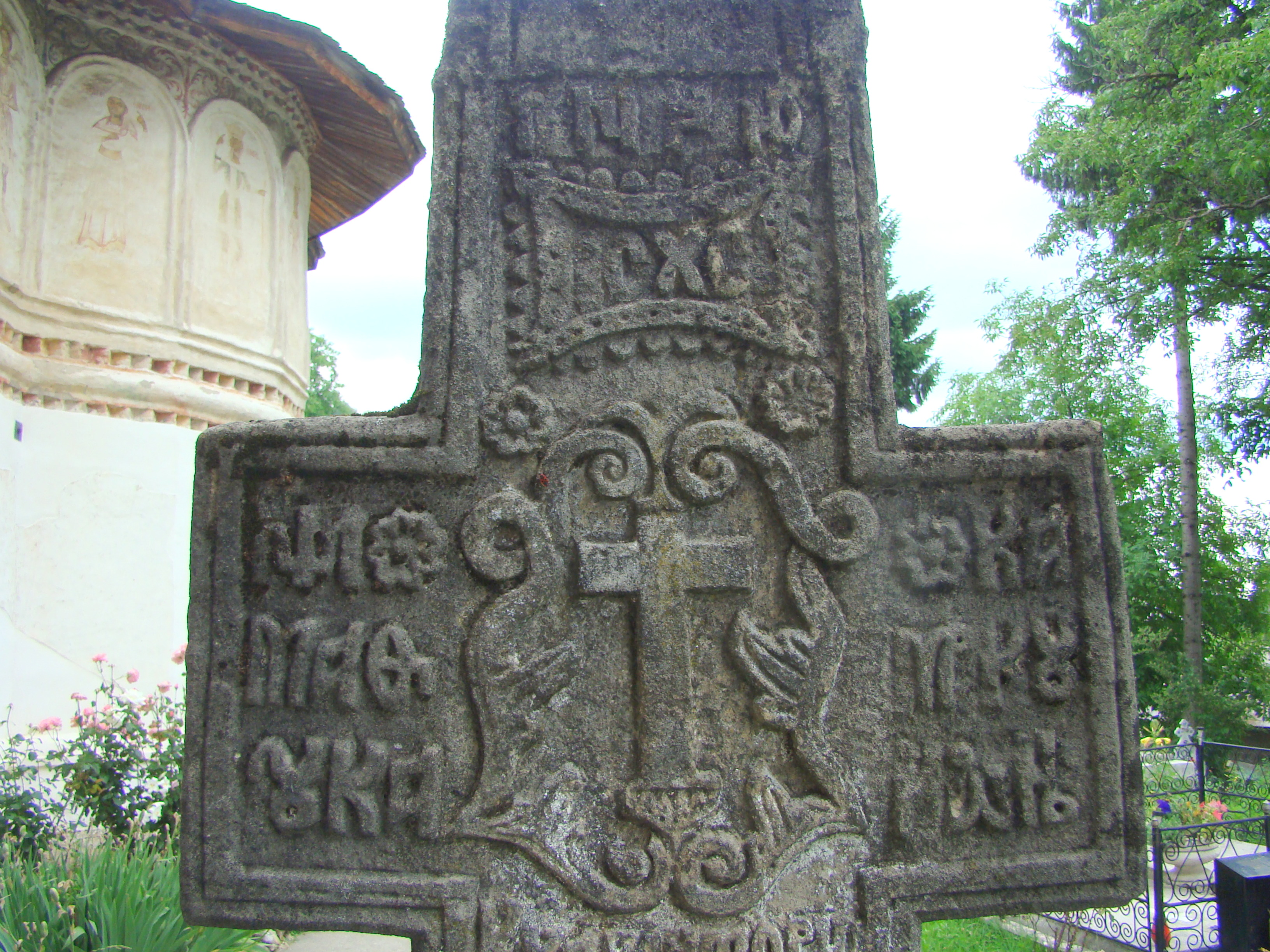
Crucea de piatră (monument istoric)

Ctitorii au fost vătaful de plai Ioan Urșanu, împreună cu familia sa și obștea moșnenilor din localitate.
Din punct de vedere tipologic este o biserică de plan triconc, cu turlă peste naos și clopotniță peste pronaos.
Pictura în frescă este cea originară și a fost realizată între anii 1802-1803 de zugravii Dinu din Craiova, Preda din Cioroi, Milcu și Gheorghe.
Se remarcă în interior un amplu tablou votiv, ce cuprinde 37 de personaje, zugrăvite pe pereții de nord, vest și sud ai pronaosului. Sunt reprezentați, alături de vătaful Ioan Urșanu și mama sa, cei care au participat, într-o măsură mai mică sau mai mare, la ridicarea lăcașului de cult.
La exterior, în registrul superior al fațadelor, sunt reprezentați prooroci, sibile și filosofi, după tradiția vâlceană a sfârșitului de secol al XVIII-lea și începutul celui următor.
La fațada vestică a fost adosată o construcție cu structură din lemn, ce are rol de spațiu adăpostit pentru slujbele de hram sau parastase.
În pronaos se află mormântul lui I. G. Duca, fost Președinte al Consiliului de Miniștrii al României, asasinat în decembrie 1933 de către un membru al Gărzii de Fier.

## Imagini

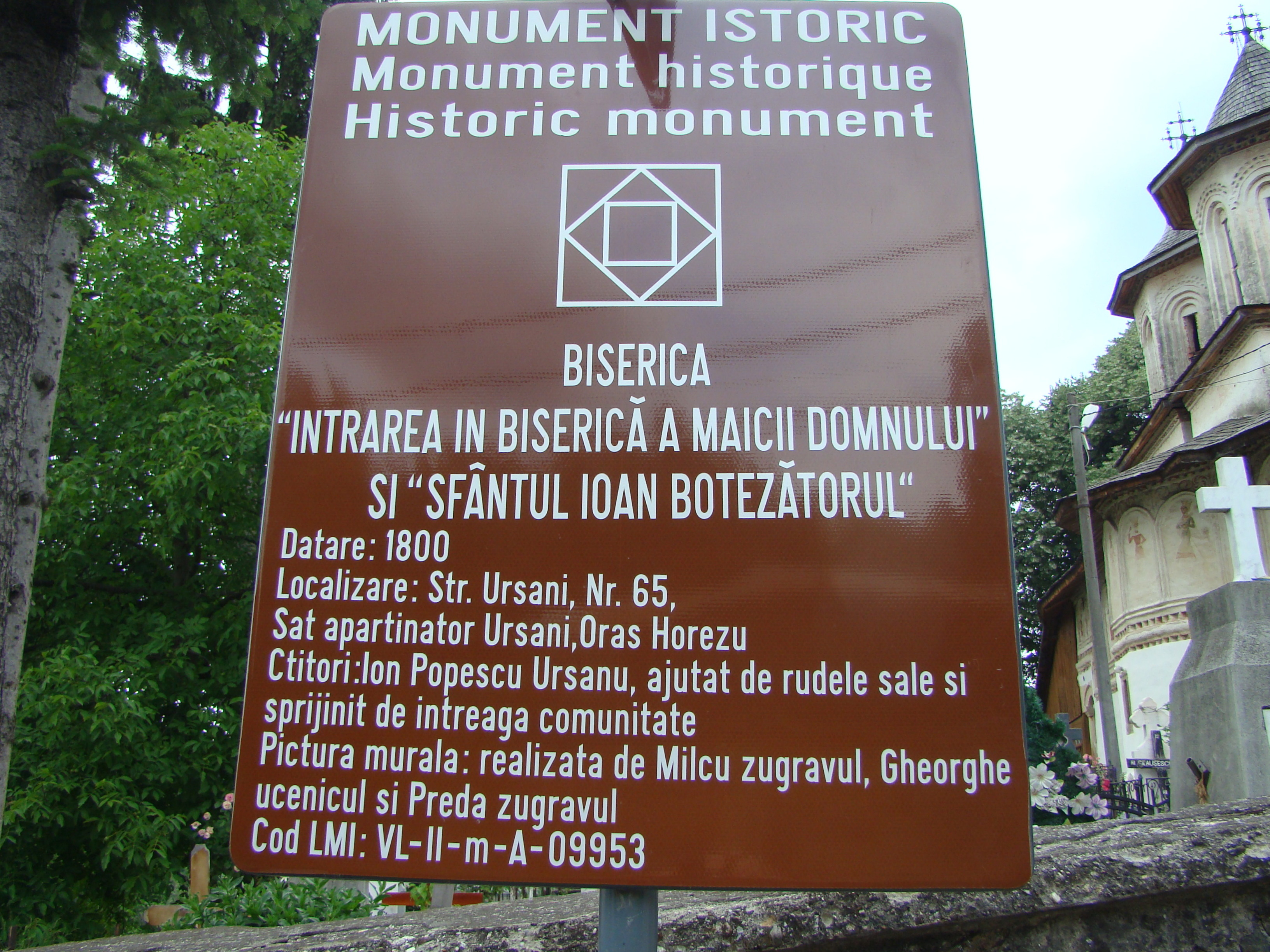
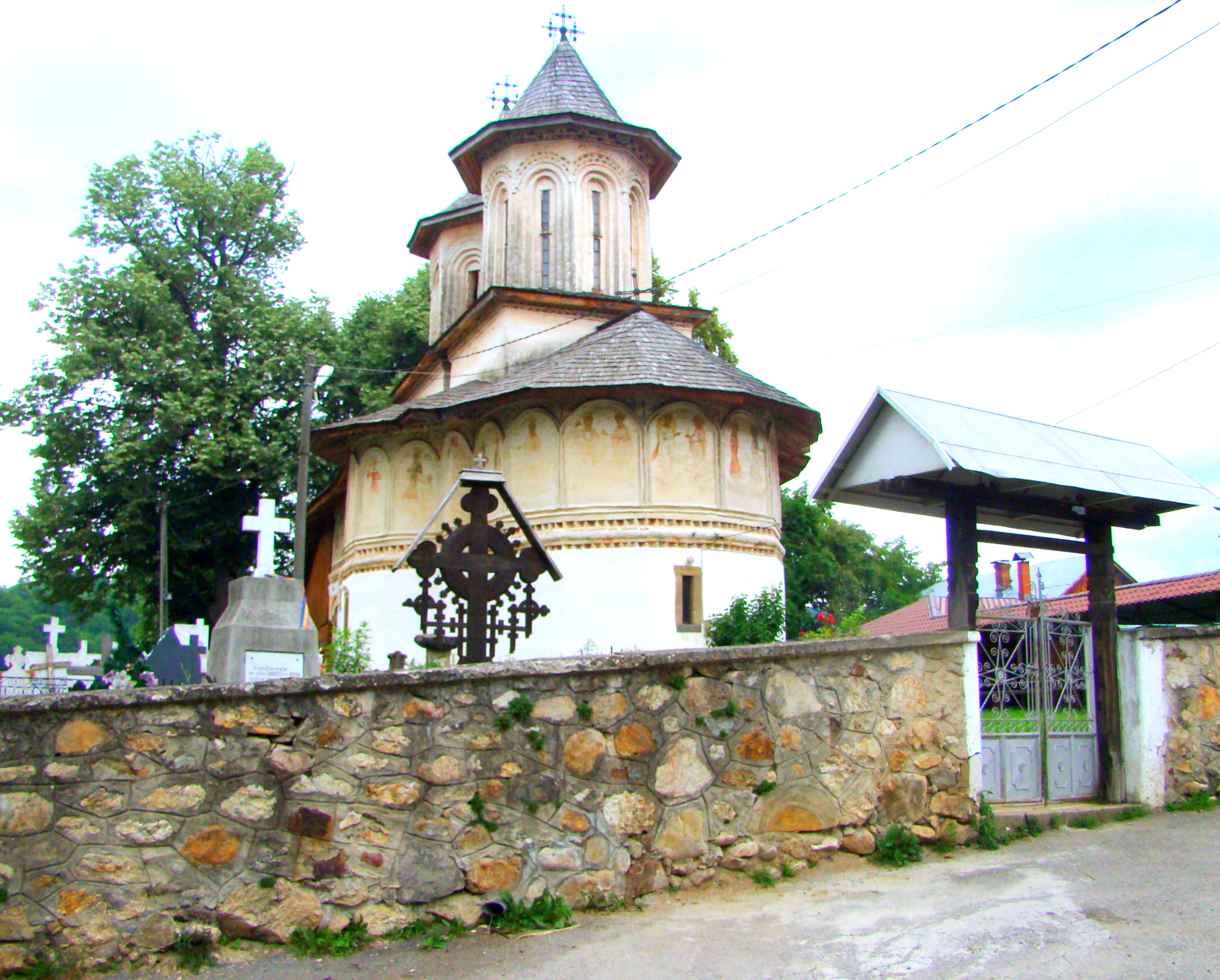
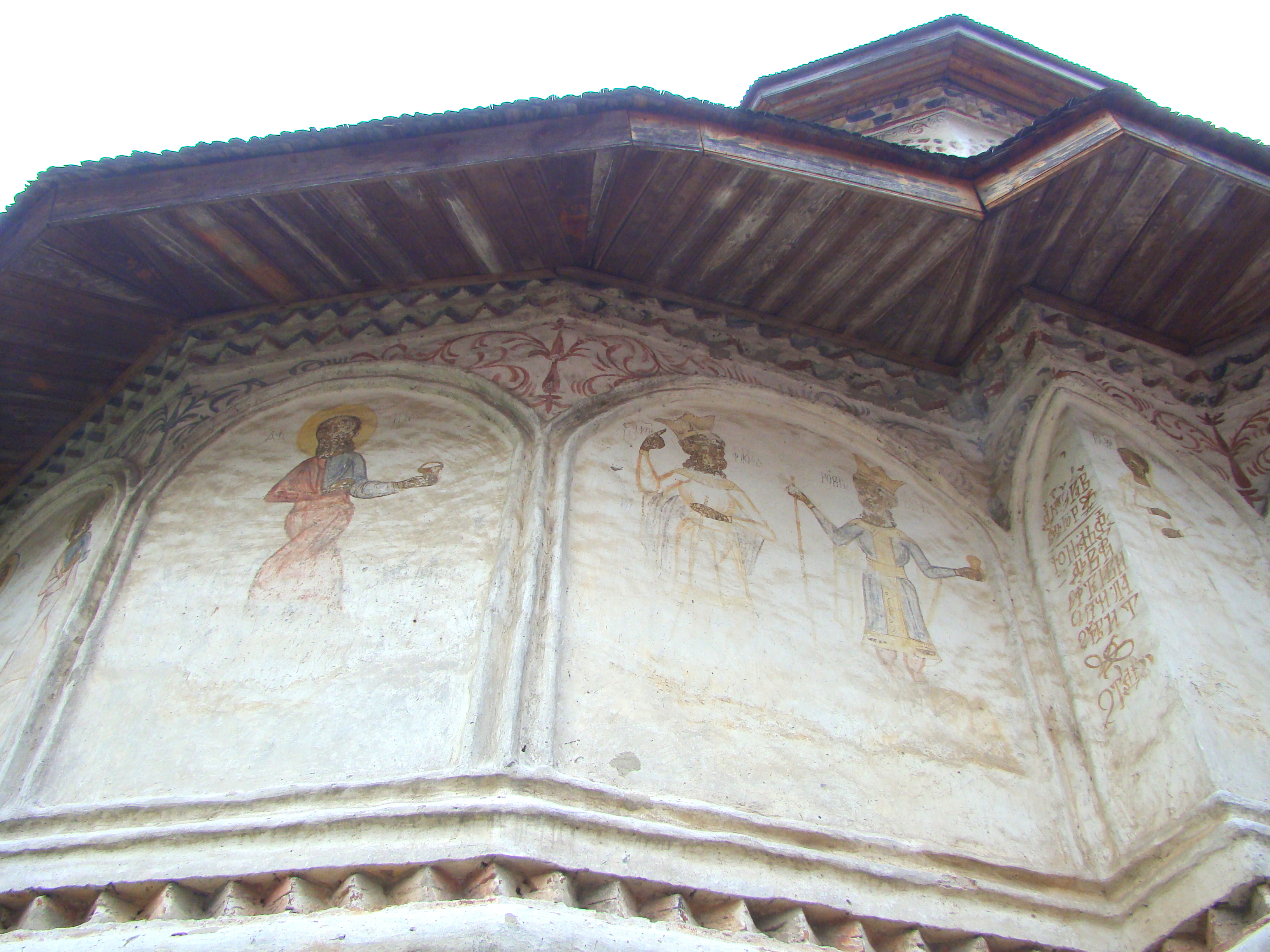
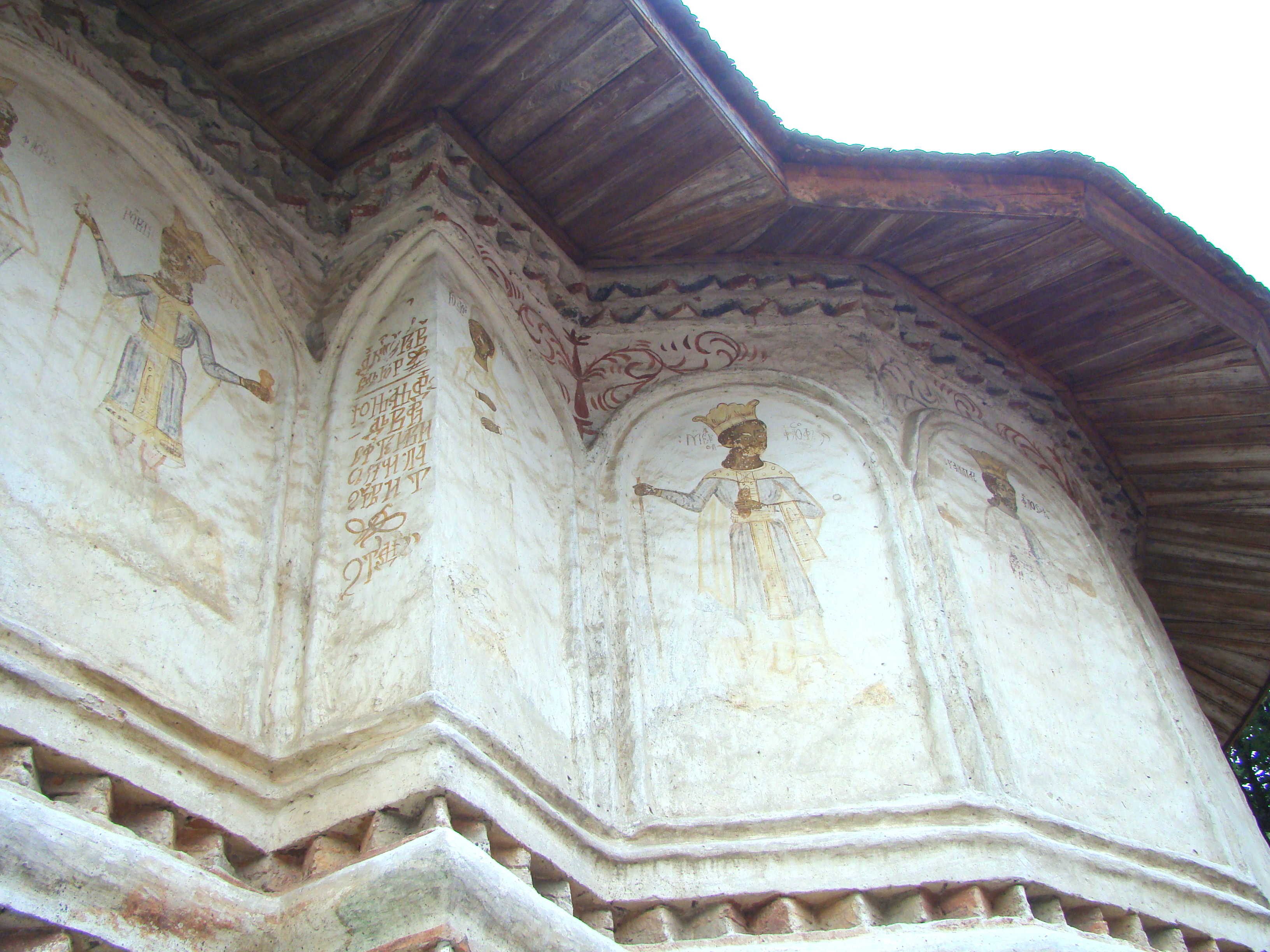
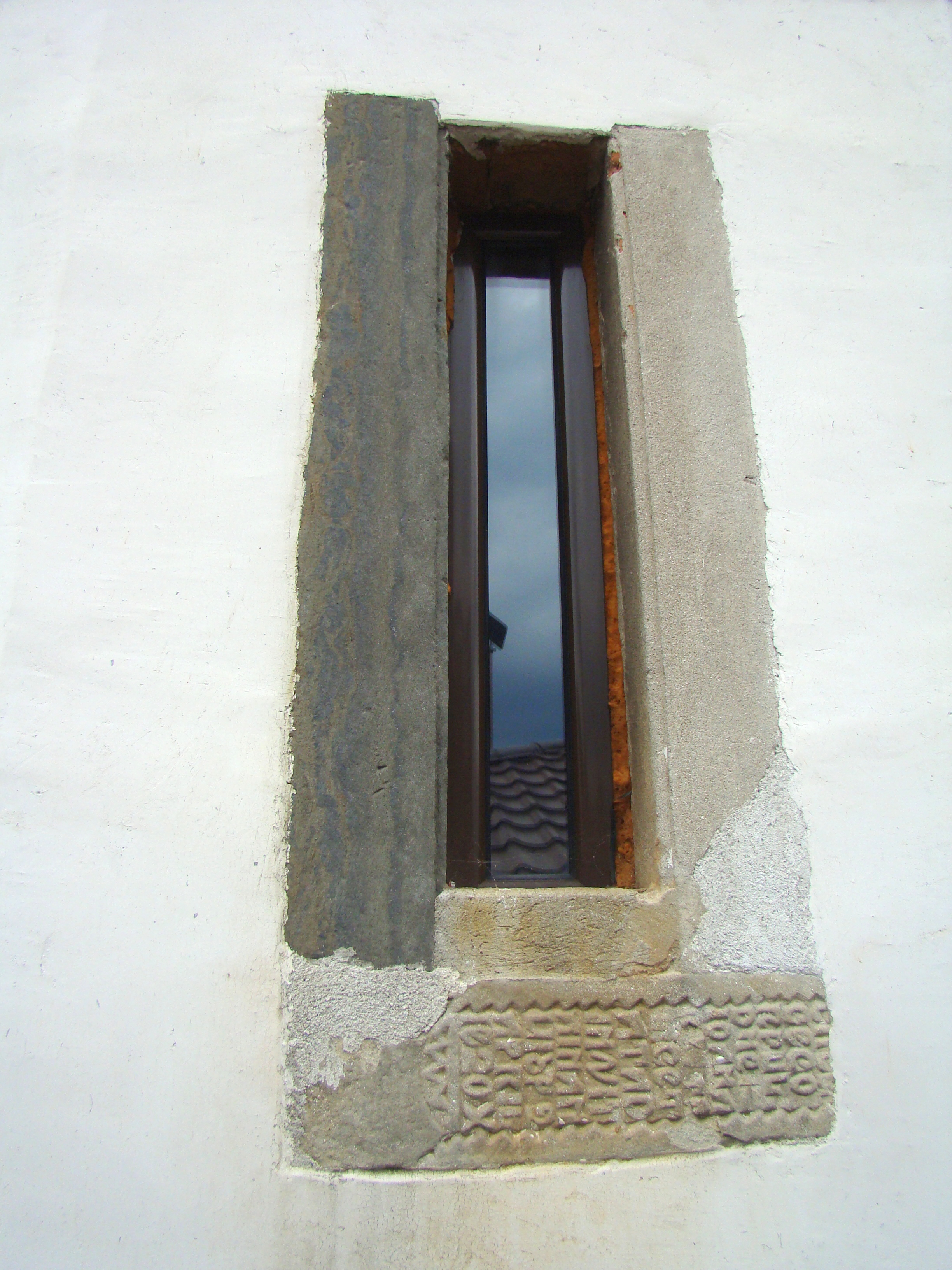
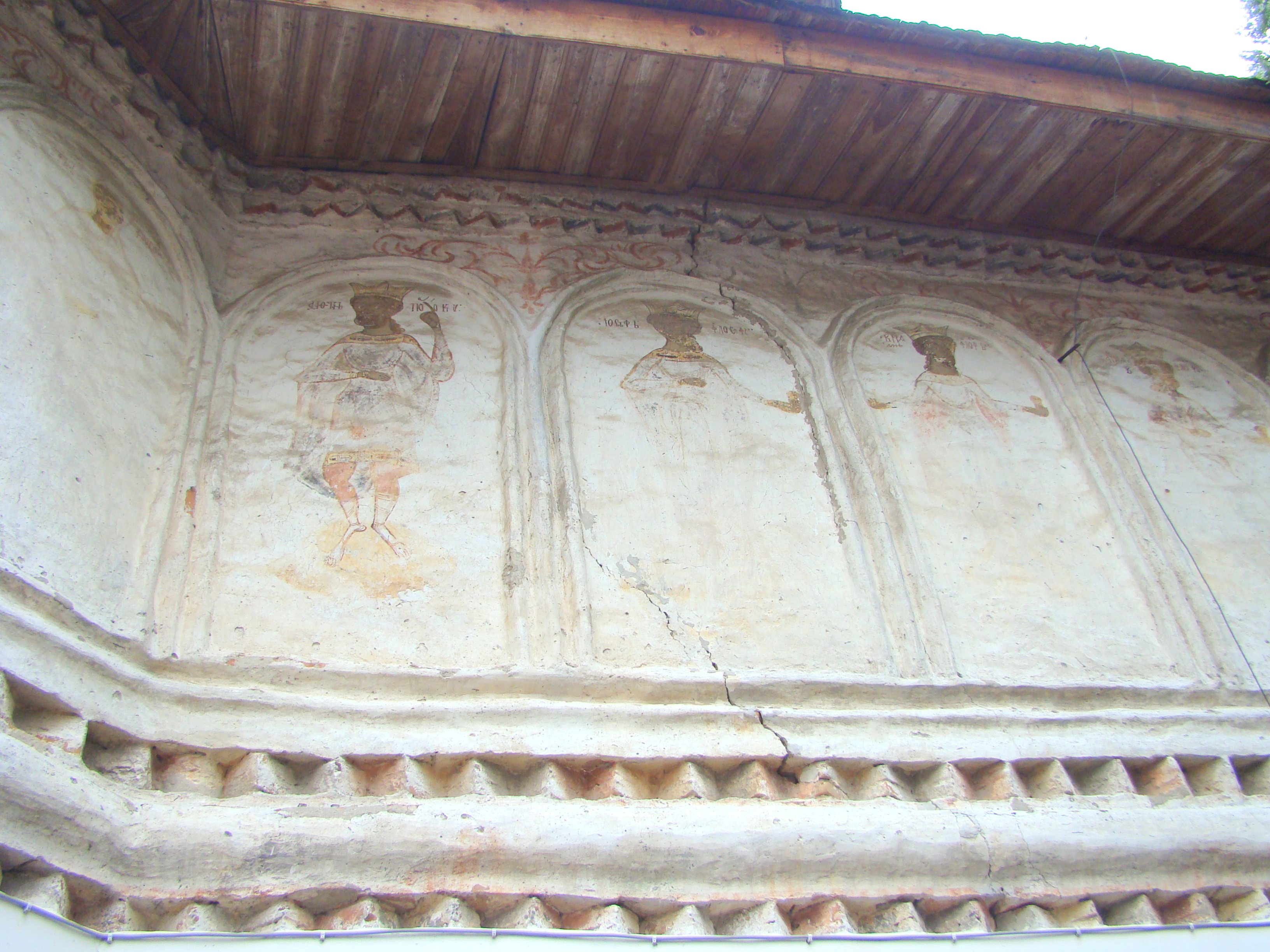
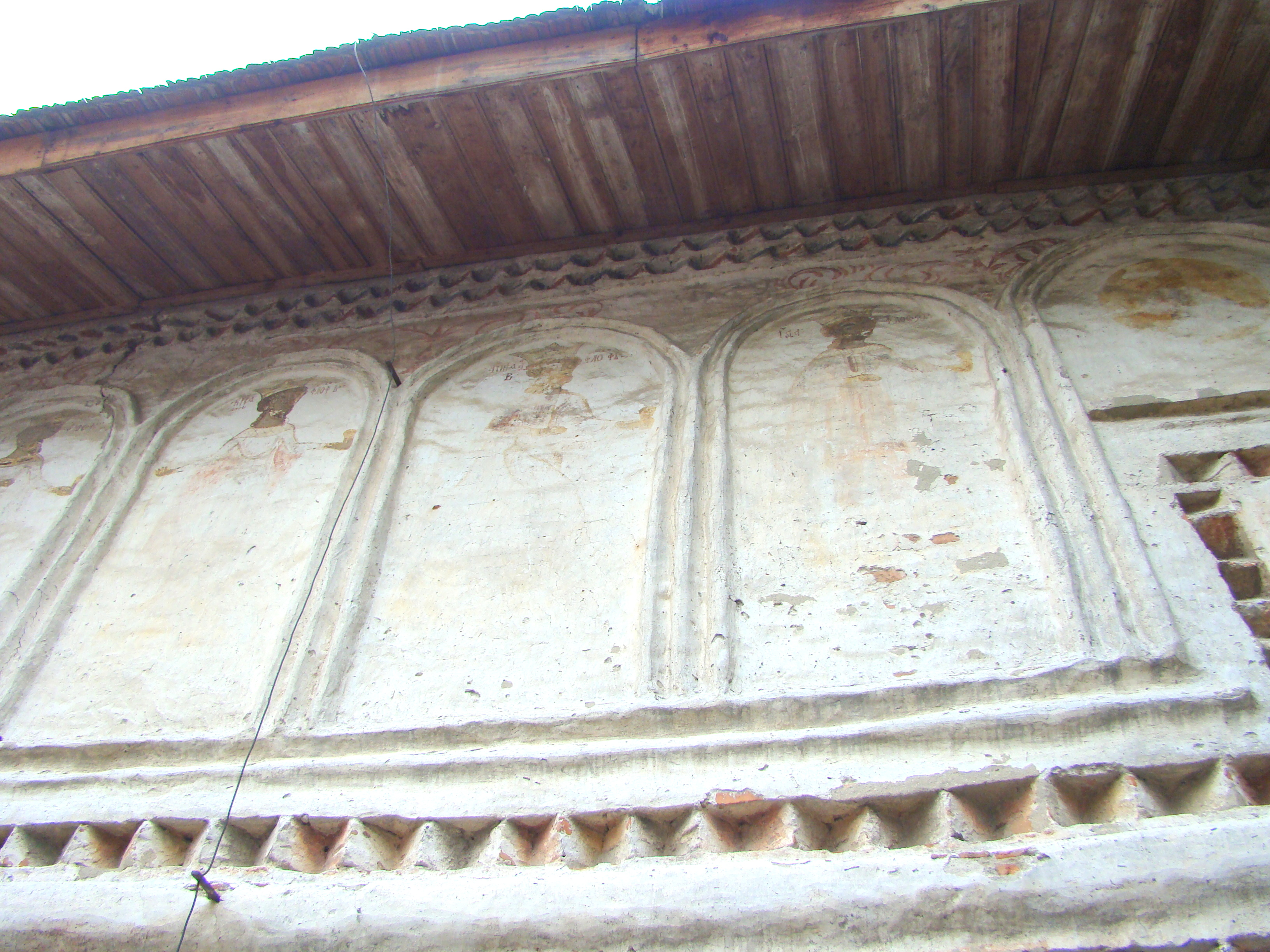
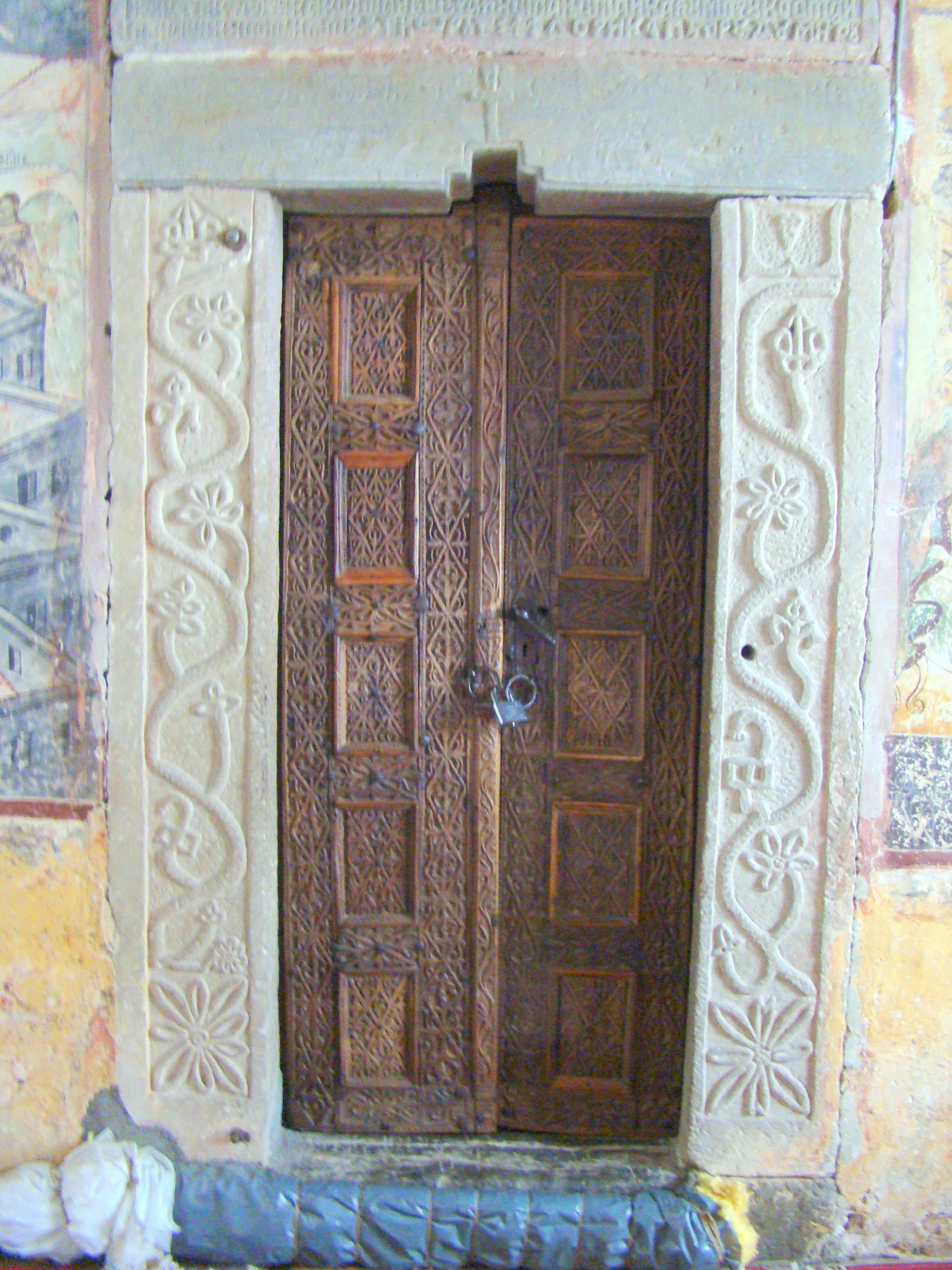
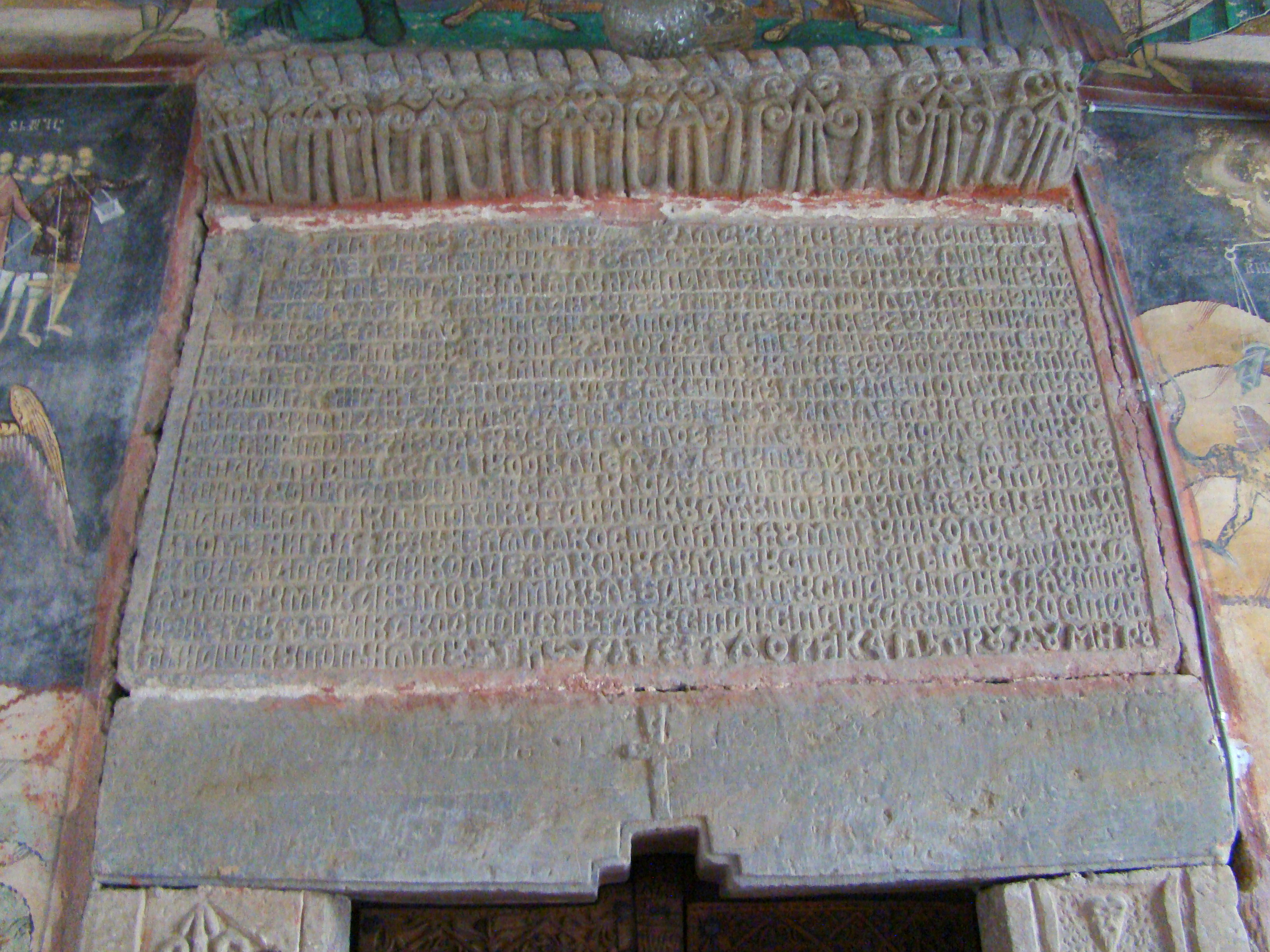
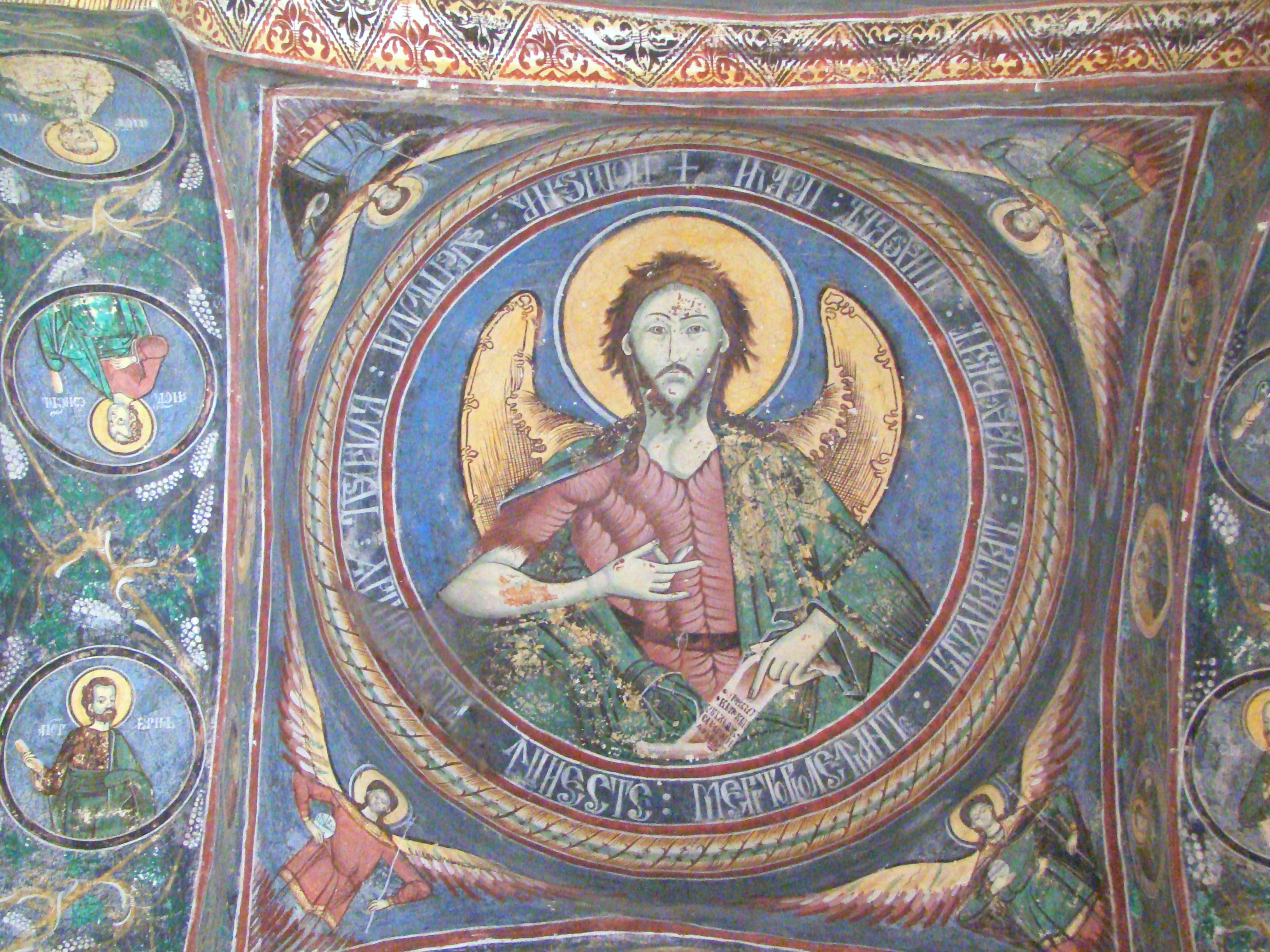
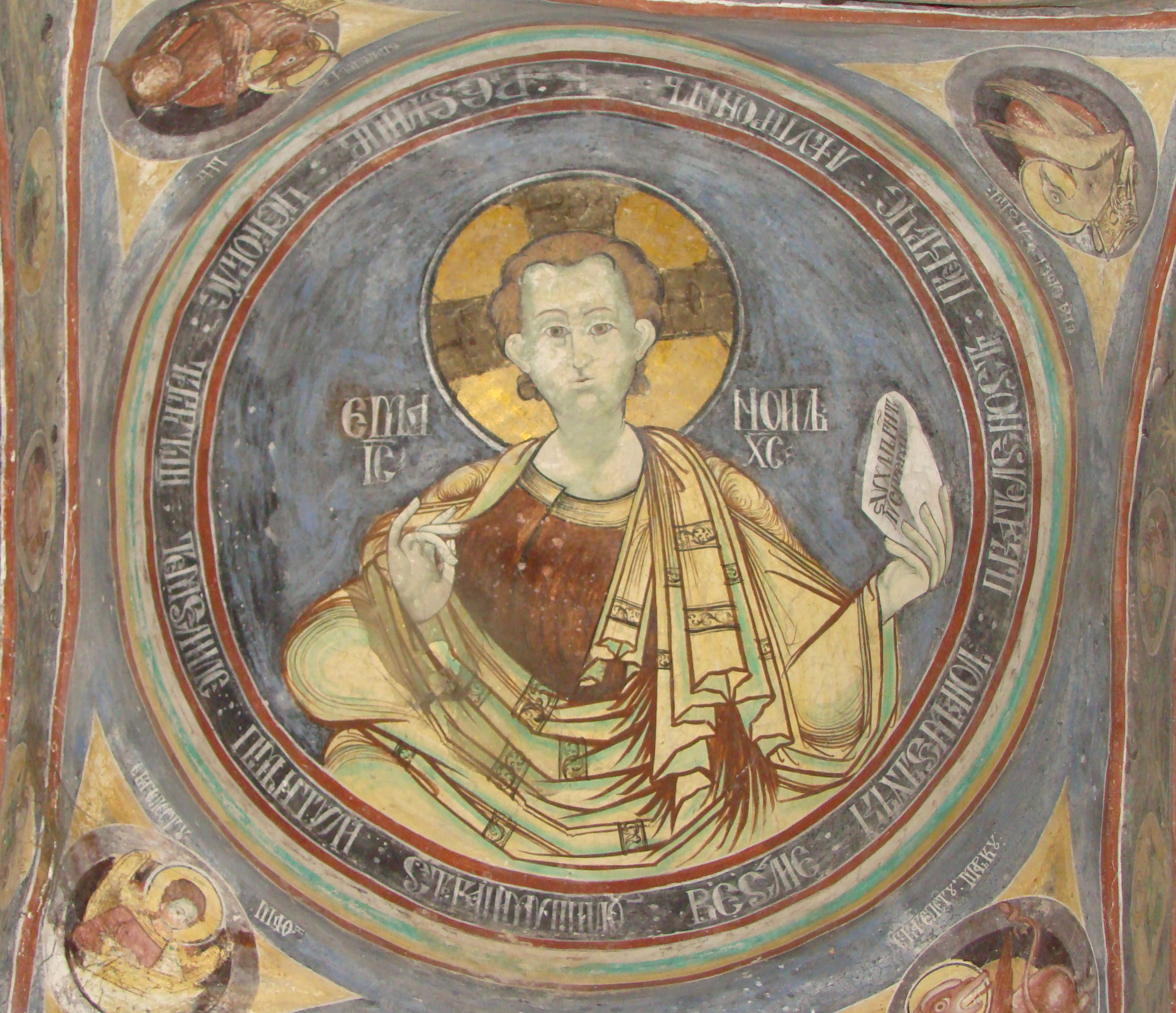
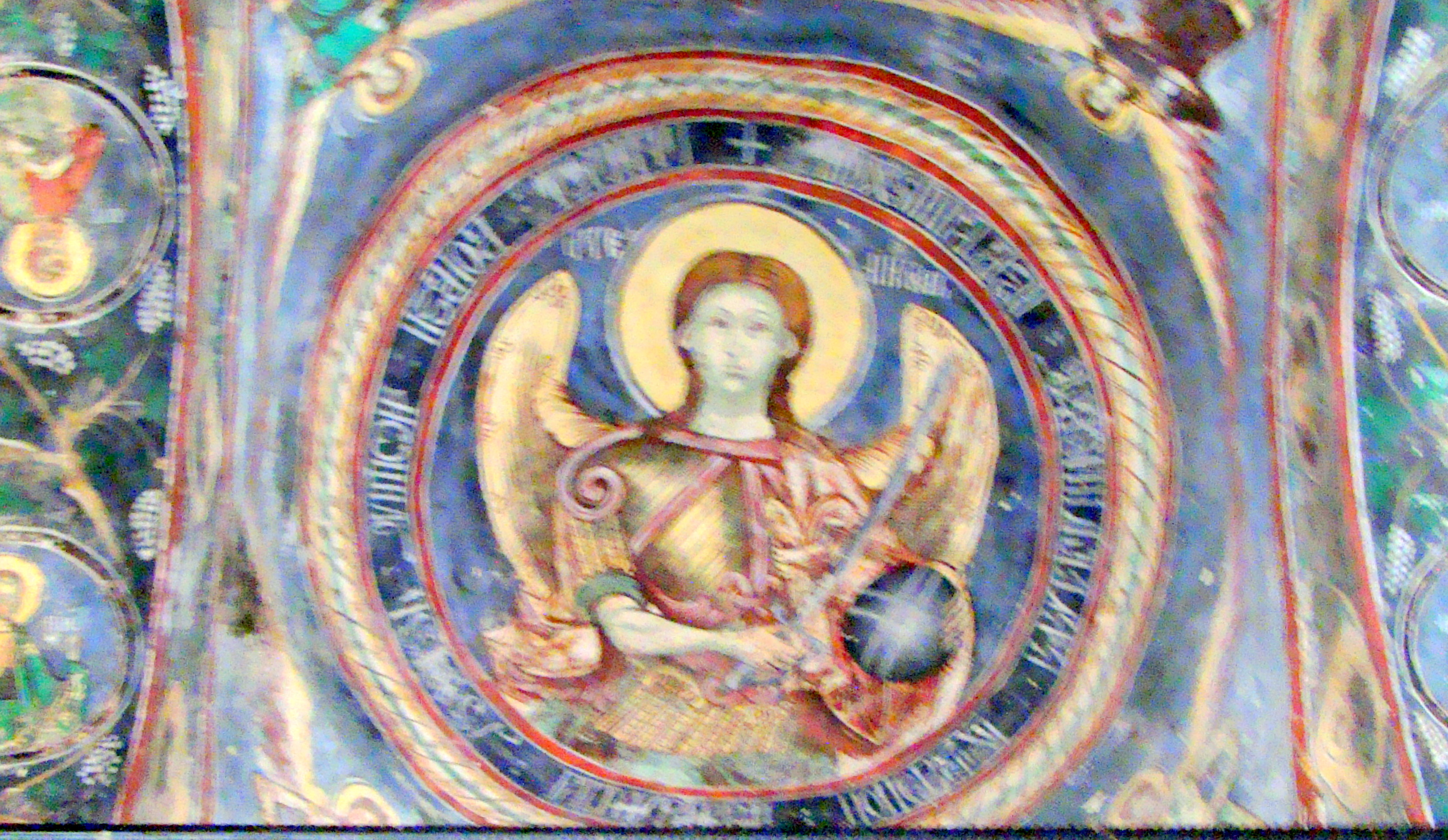
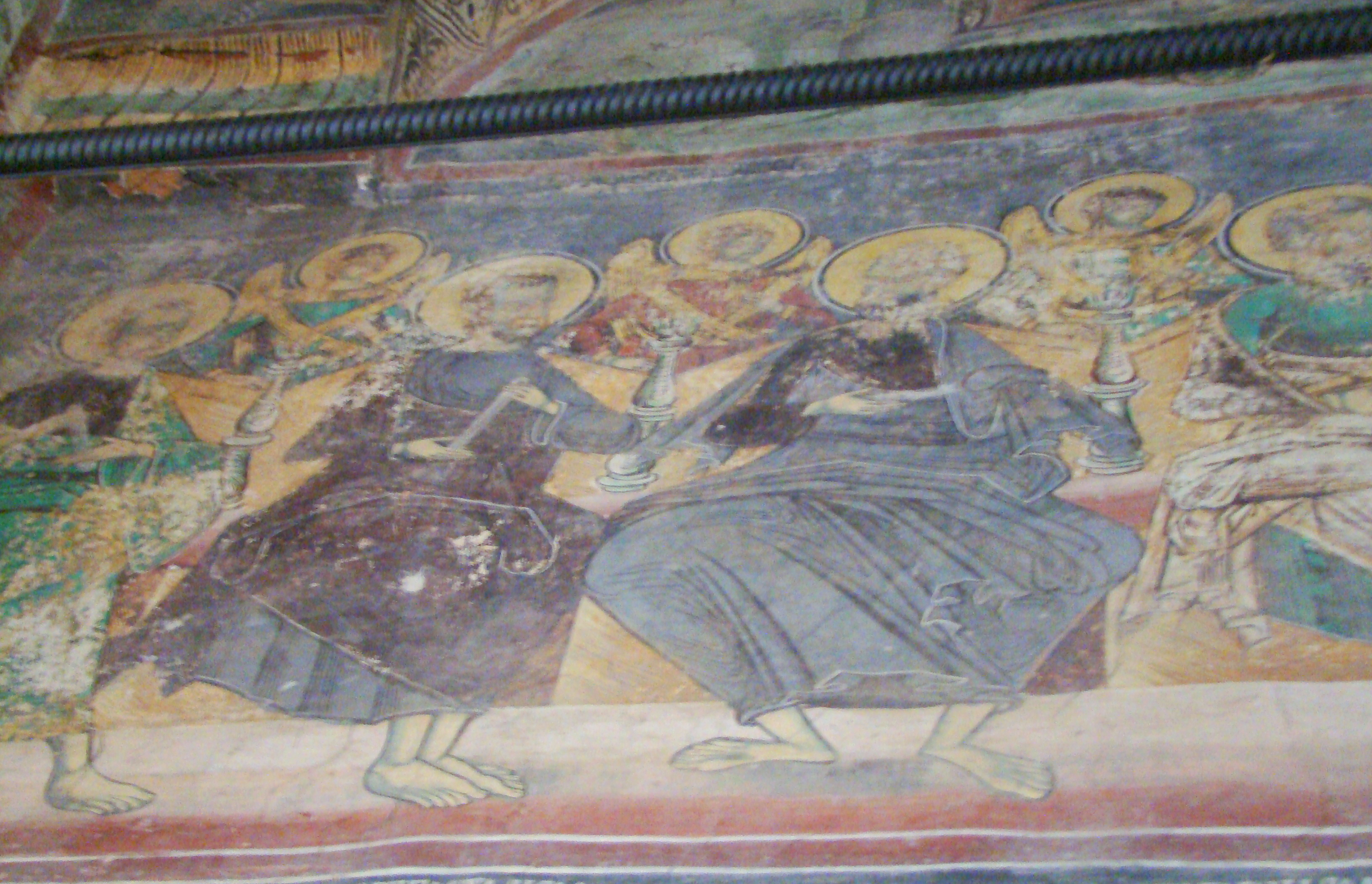
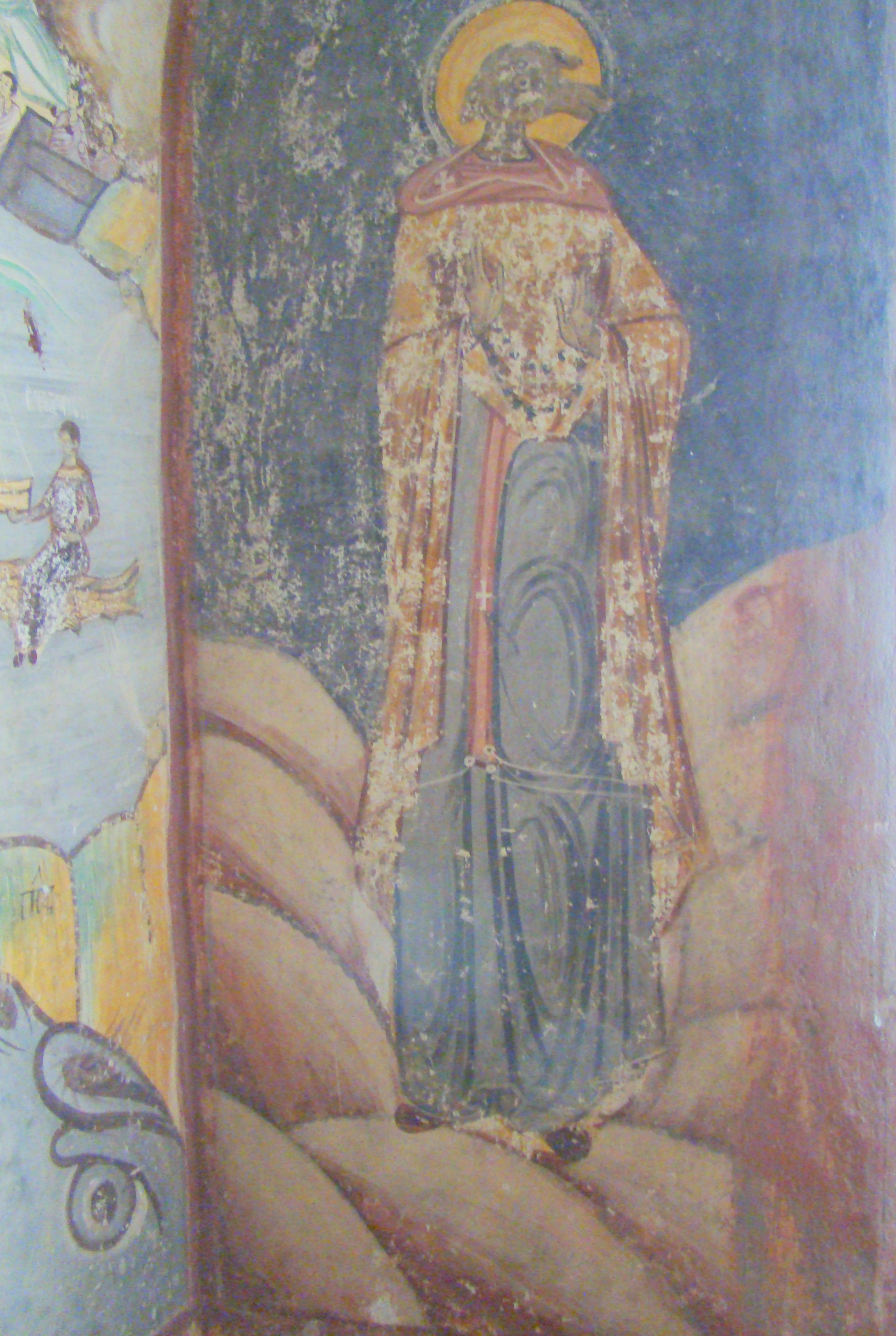
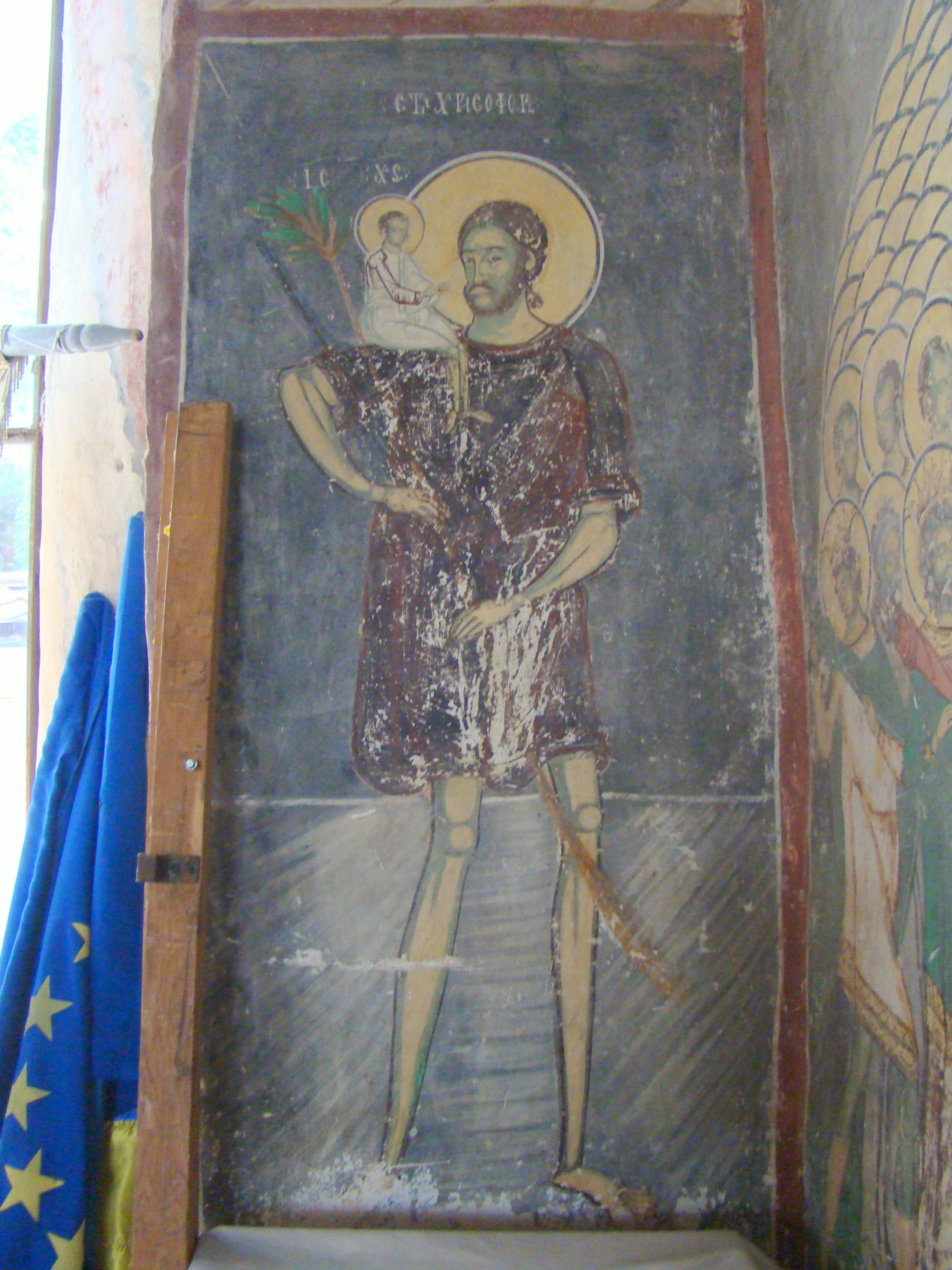
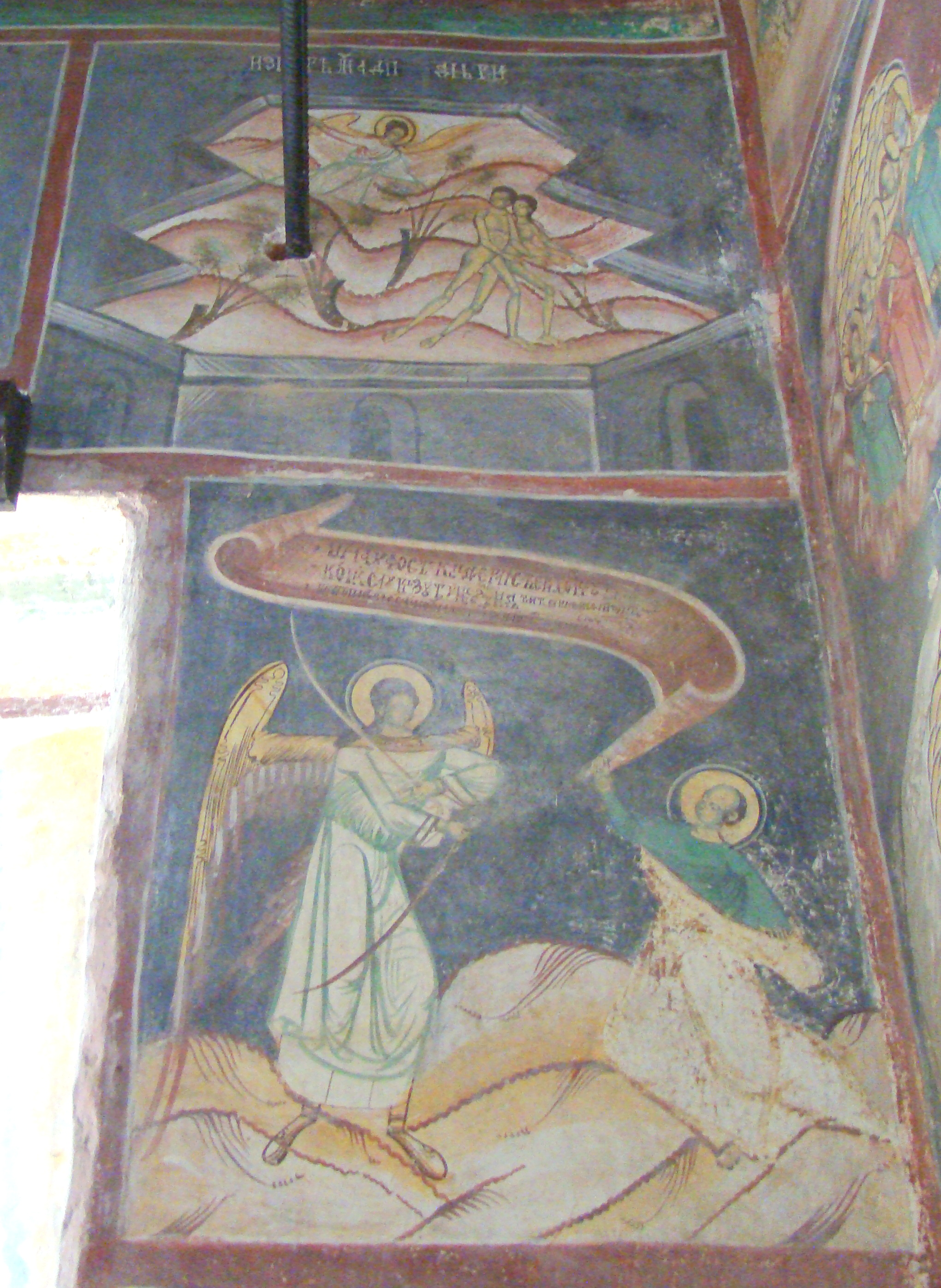
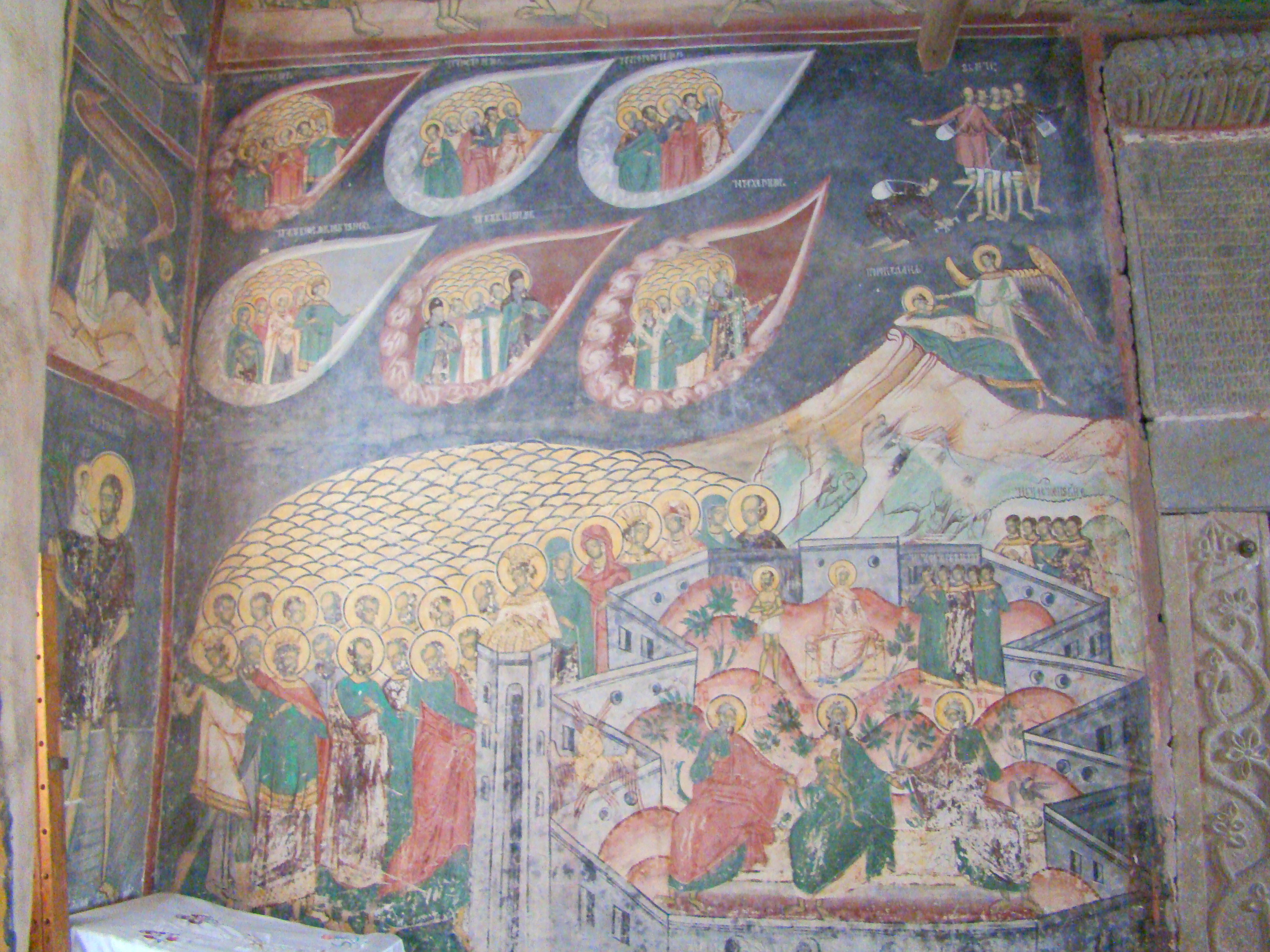
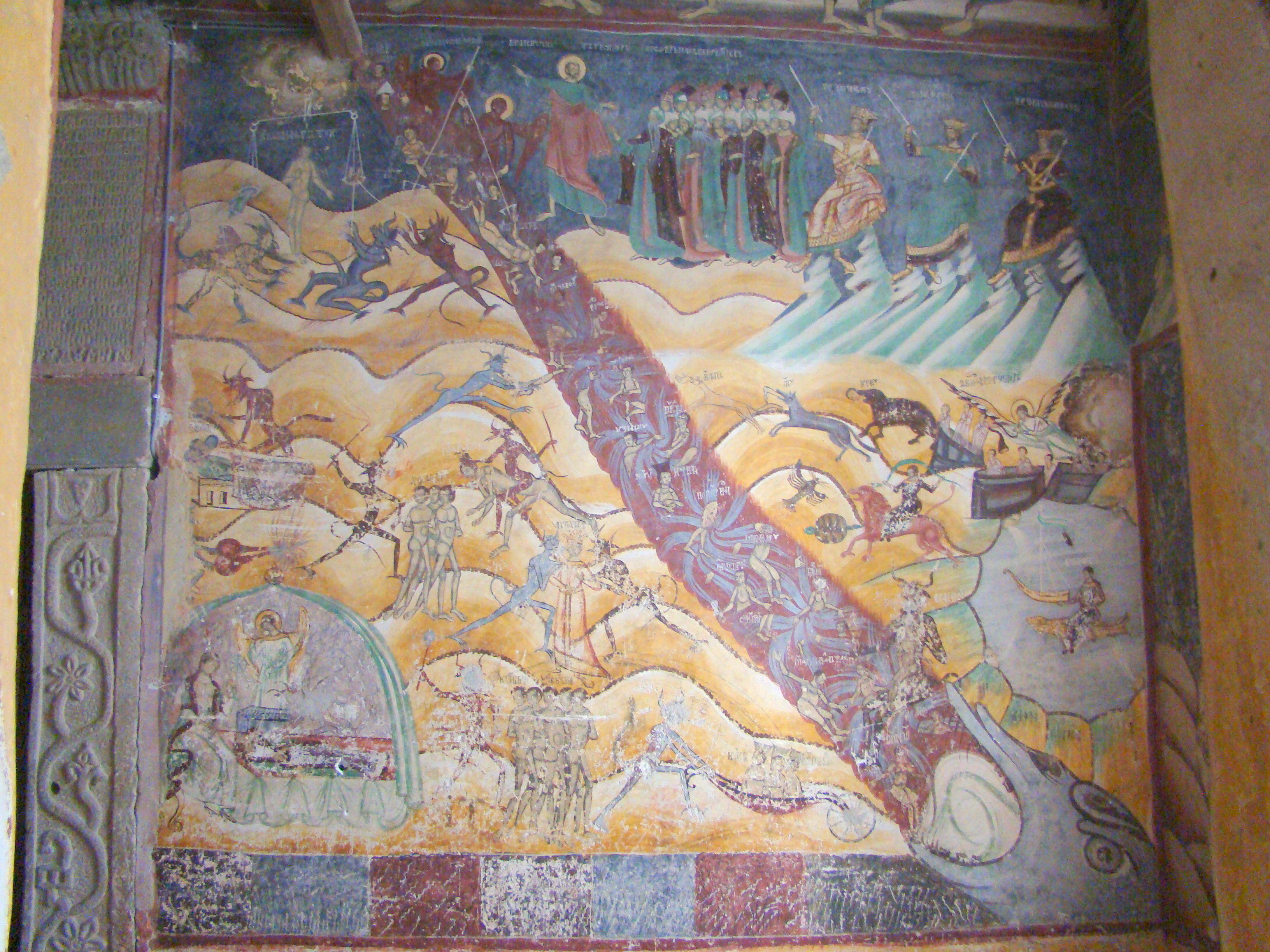
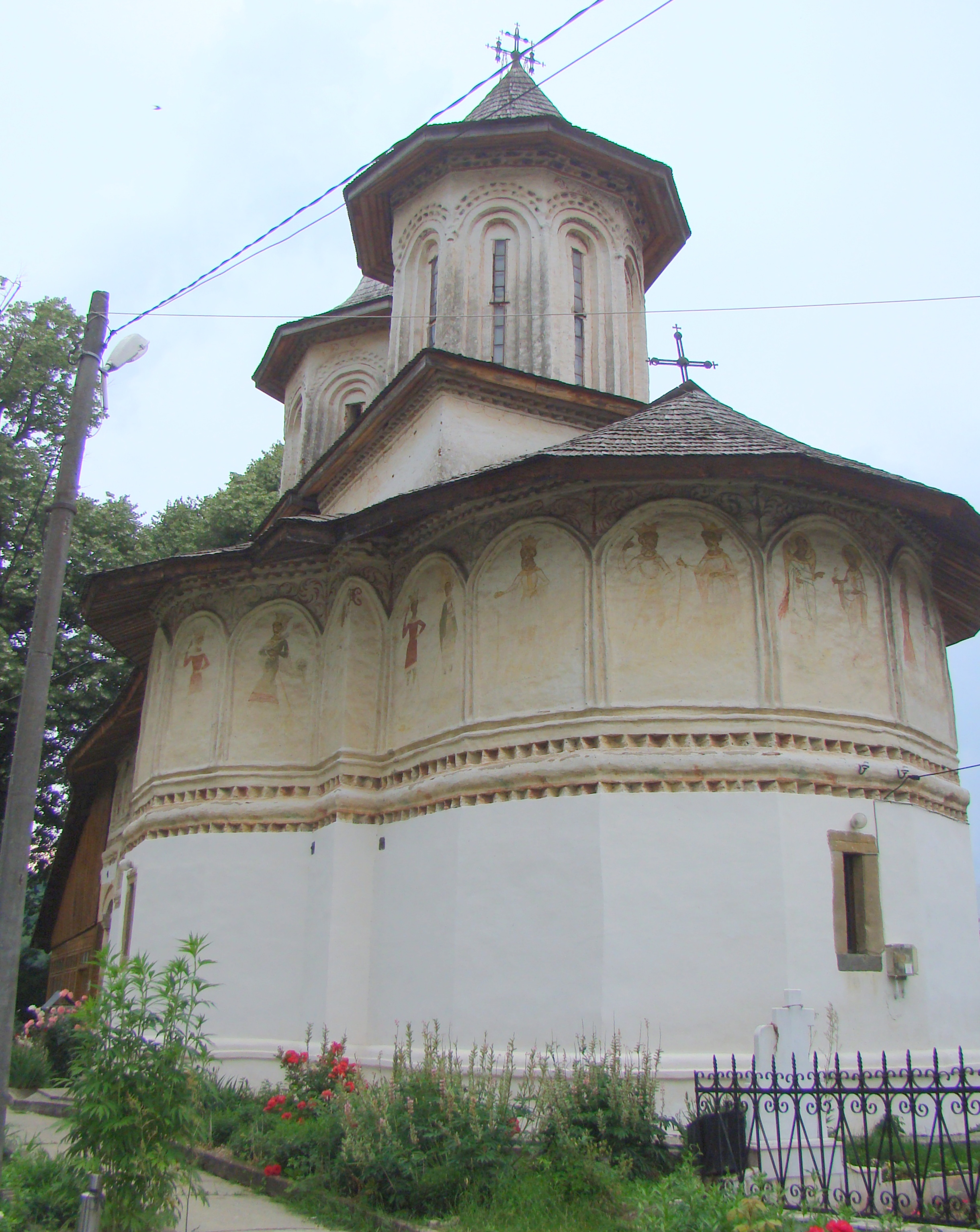
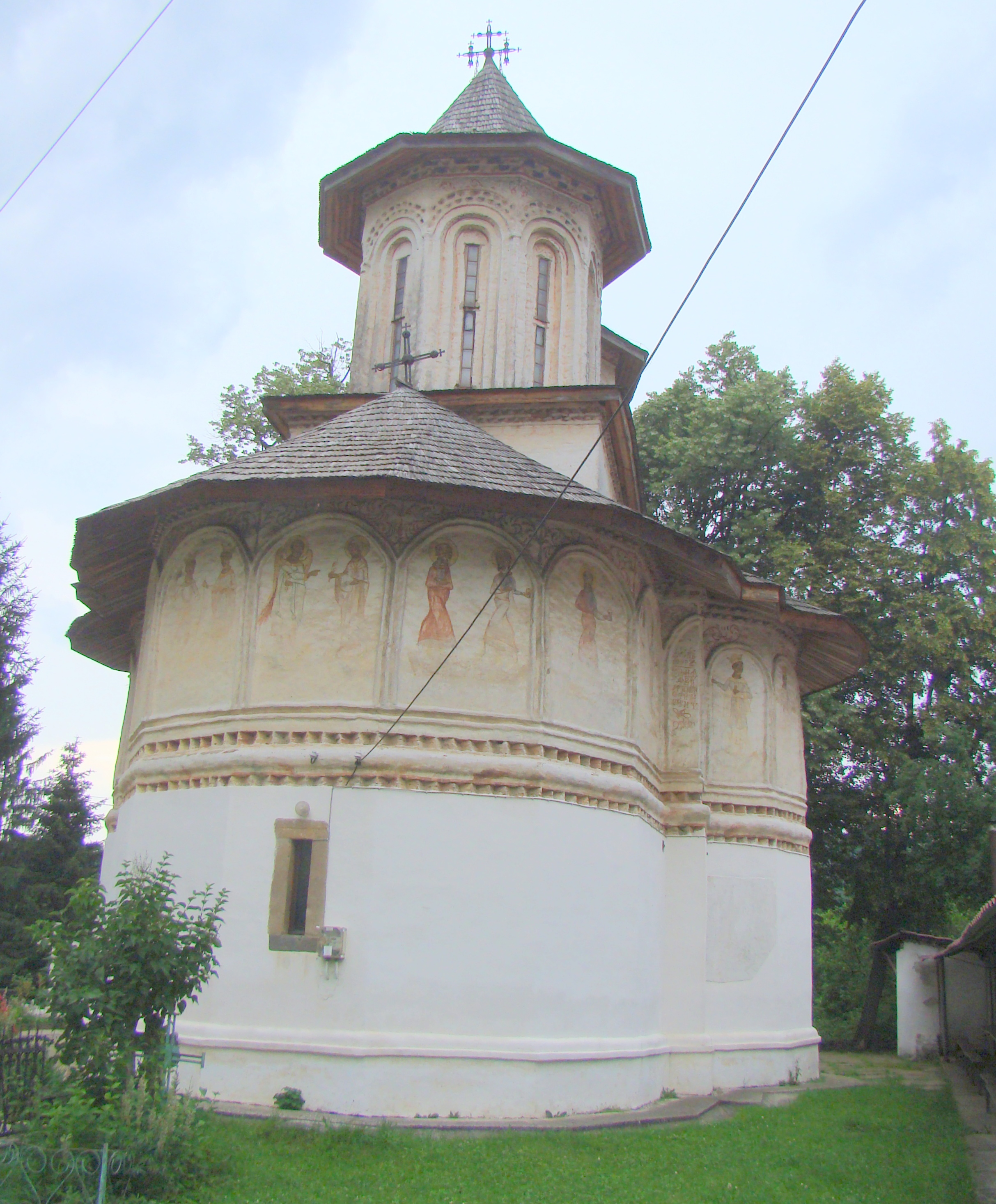
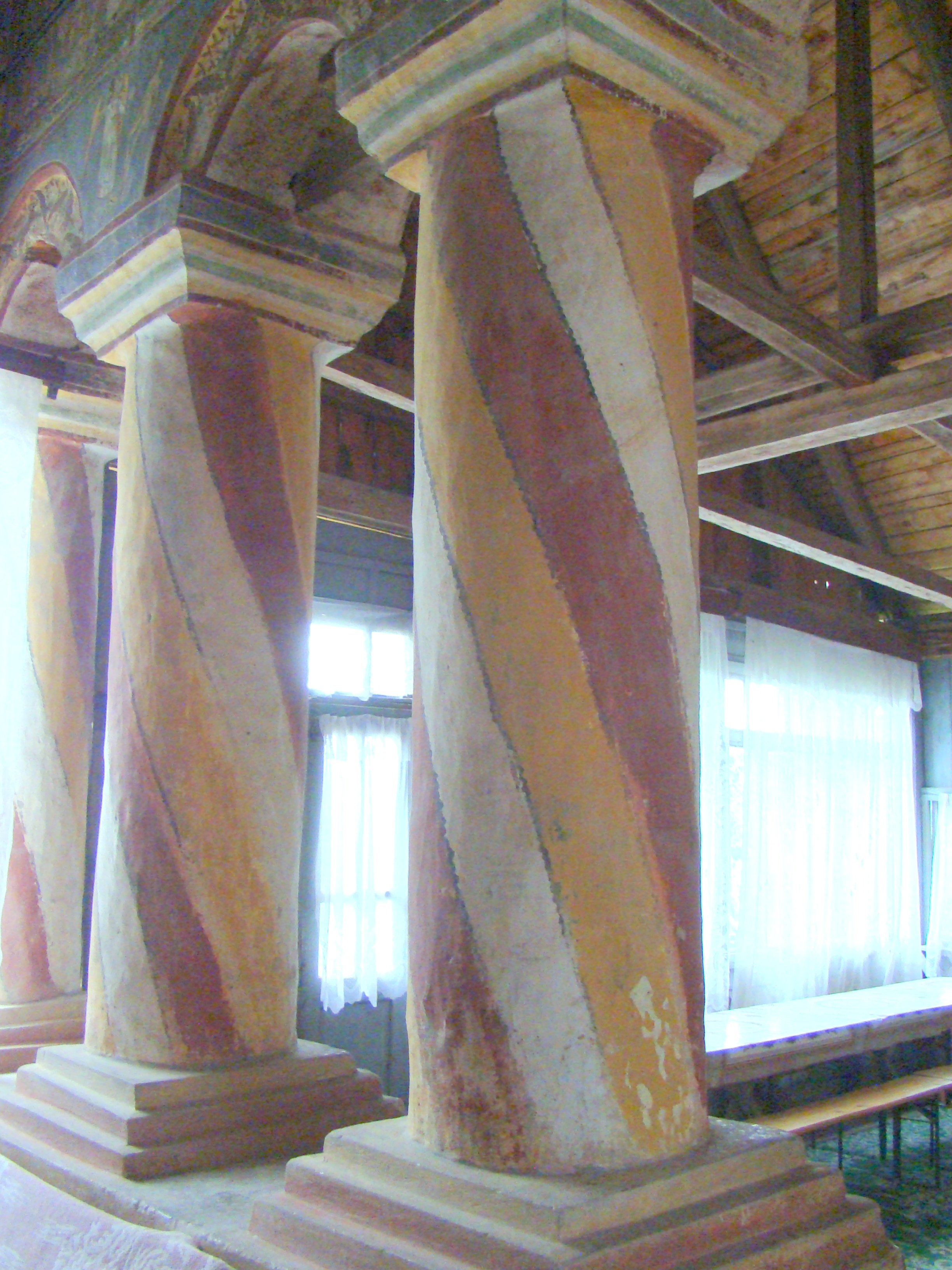
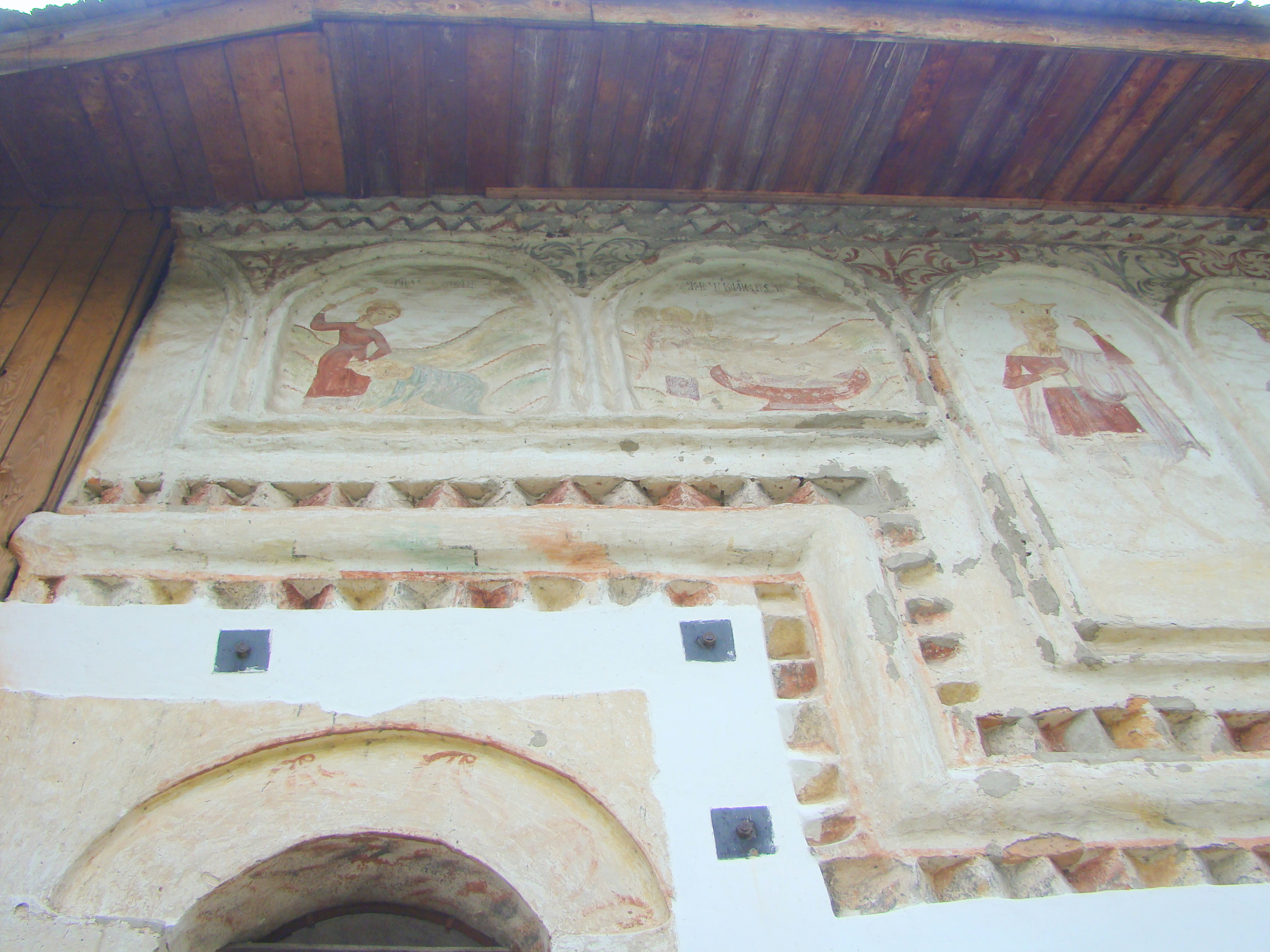
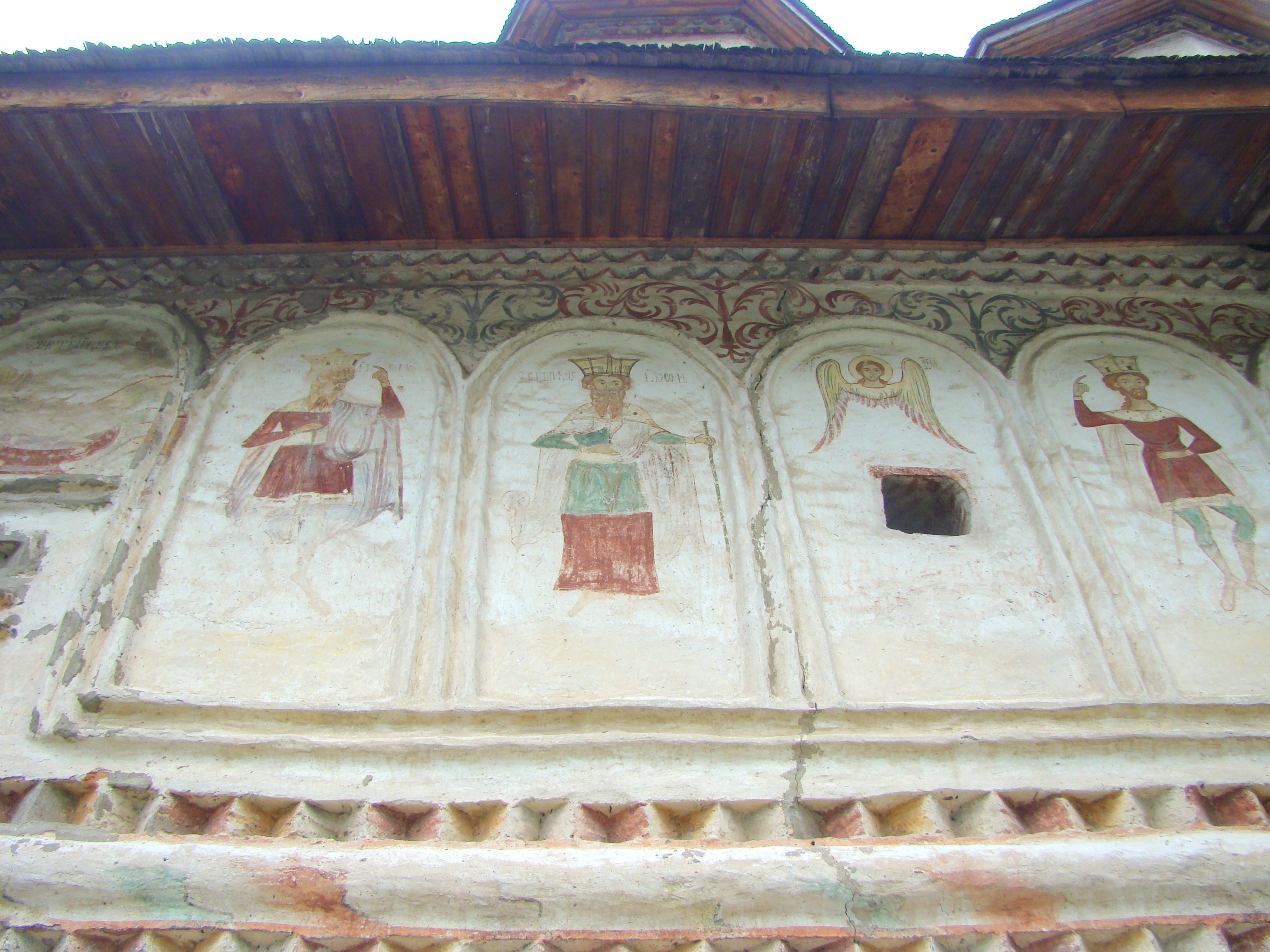
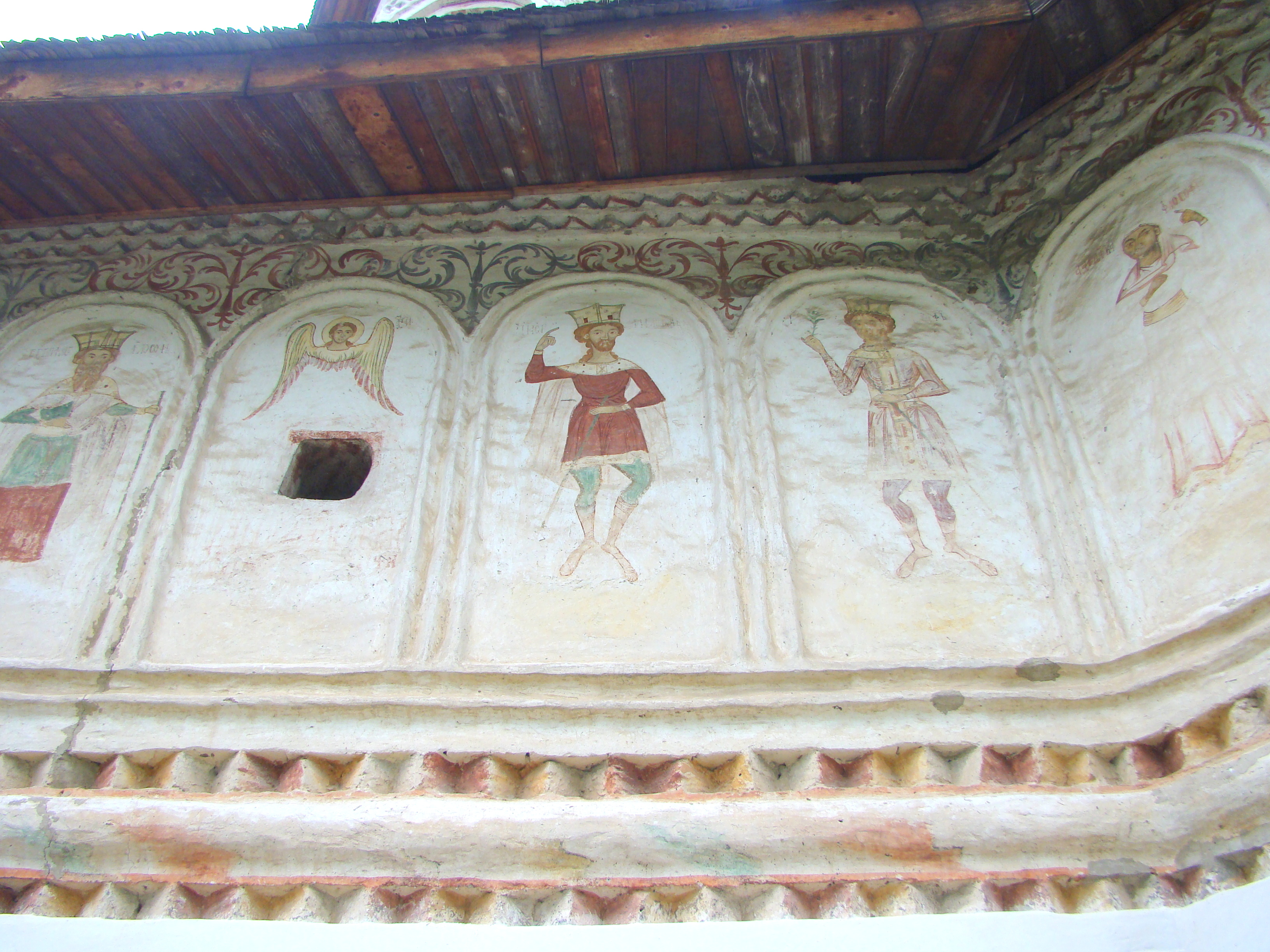
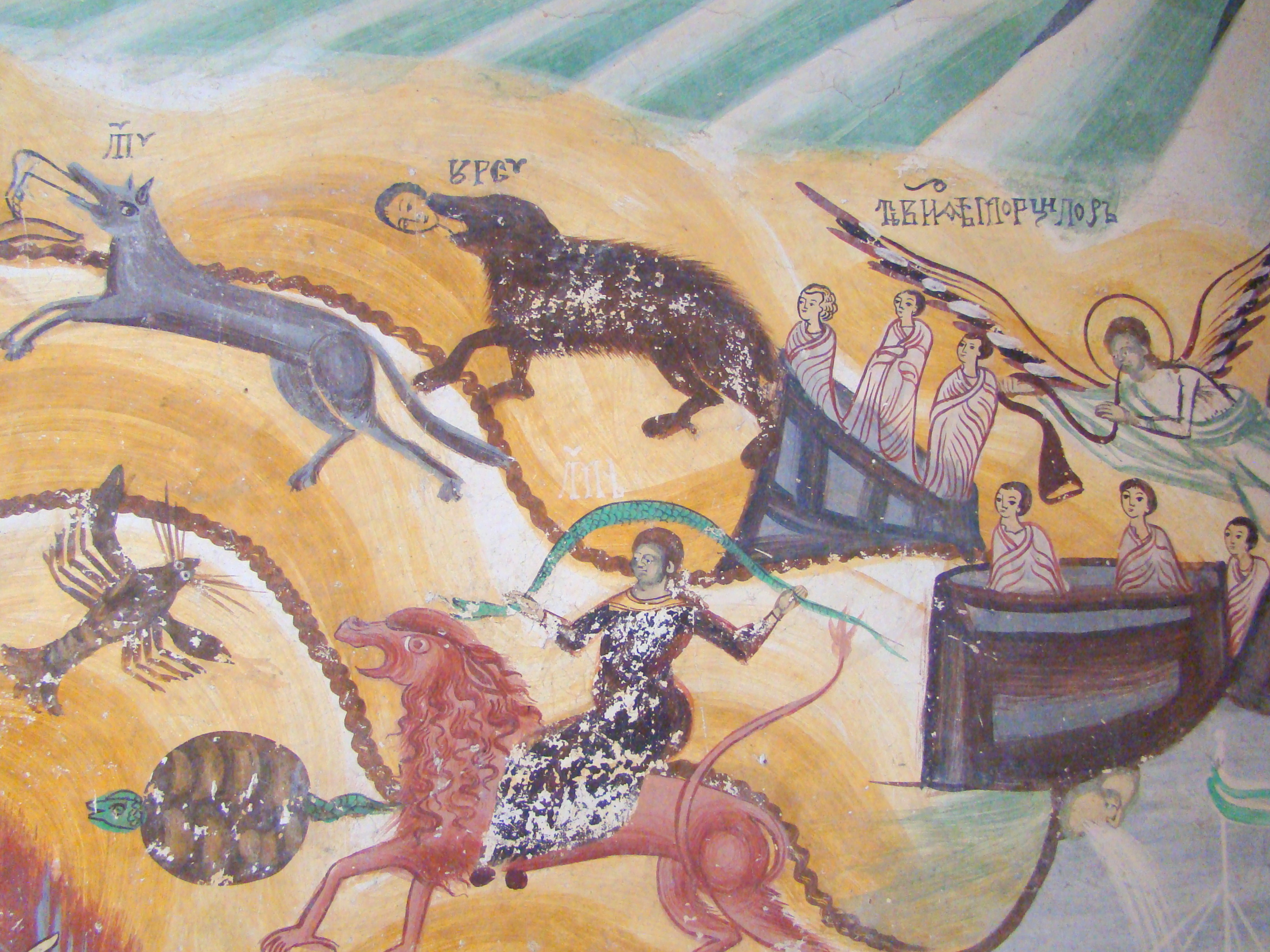
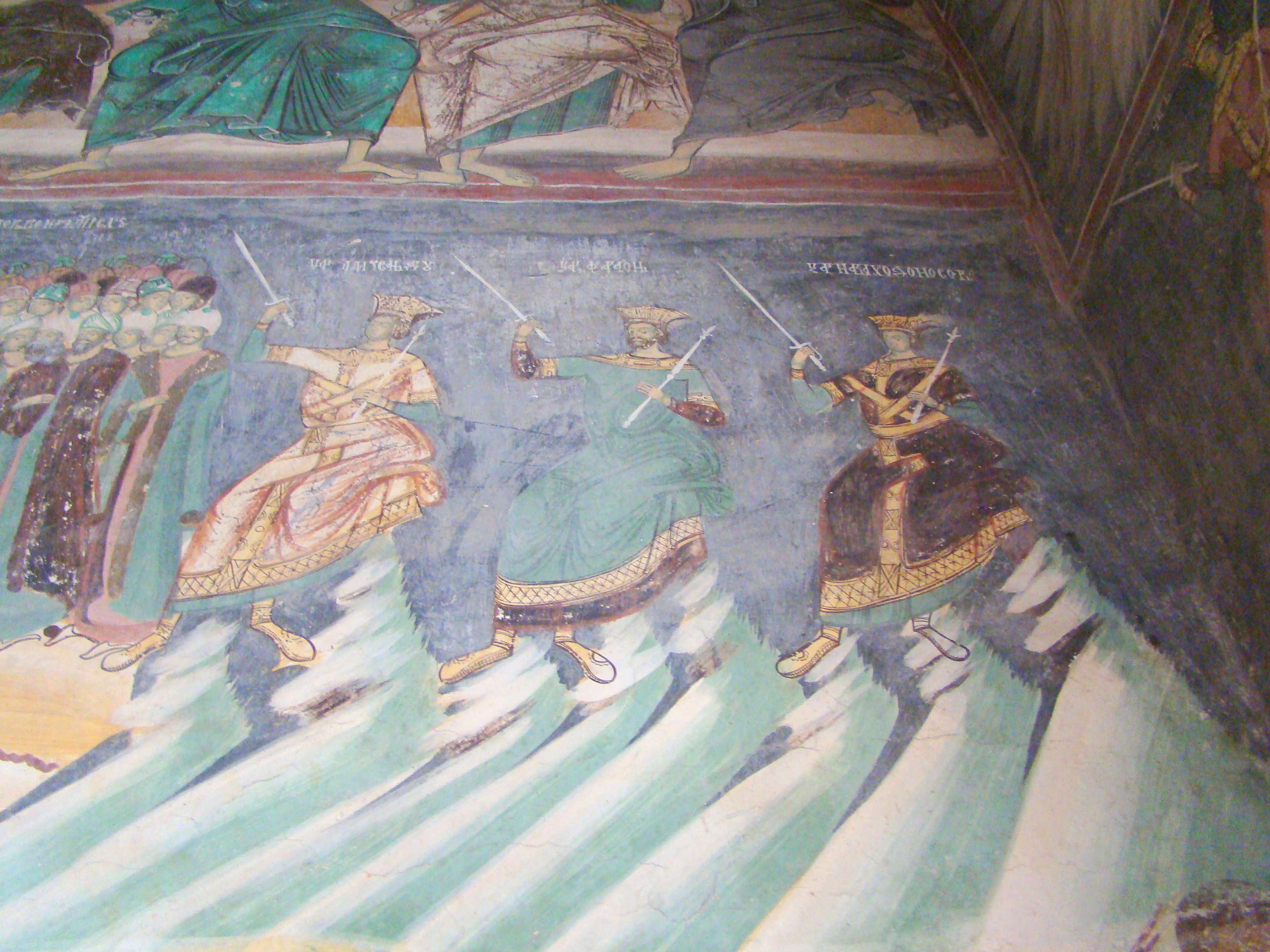
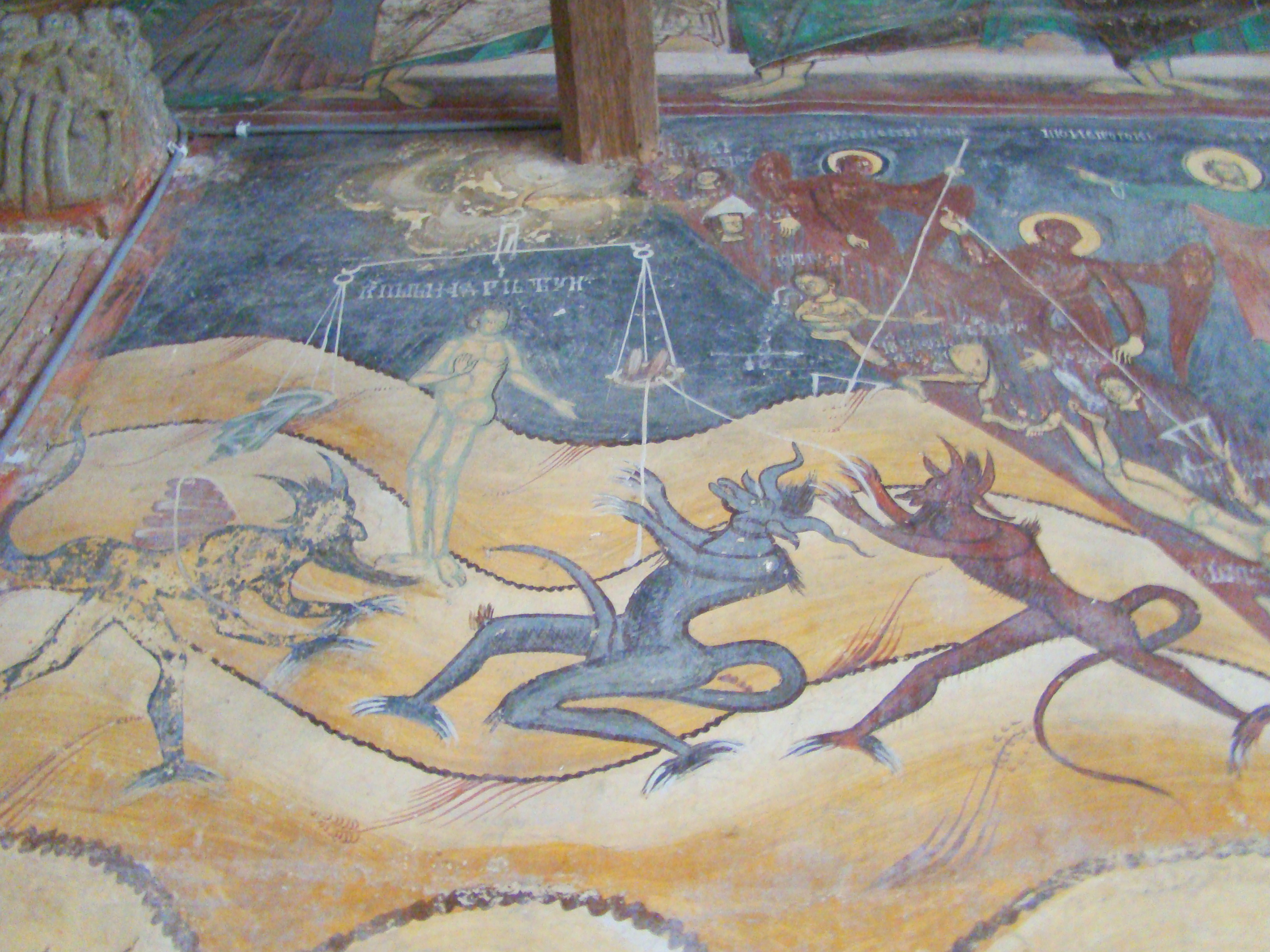
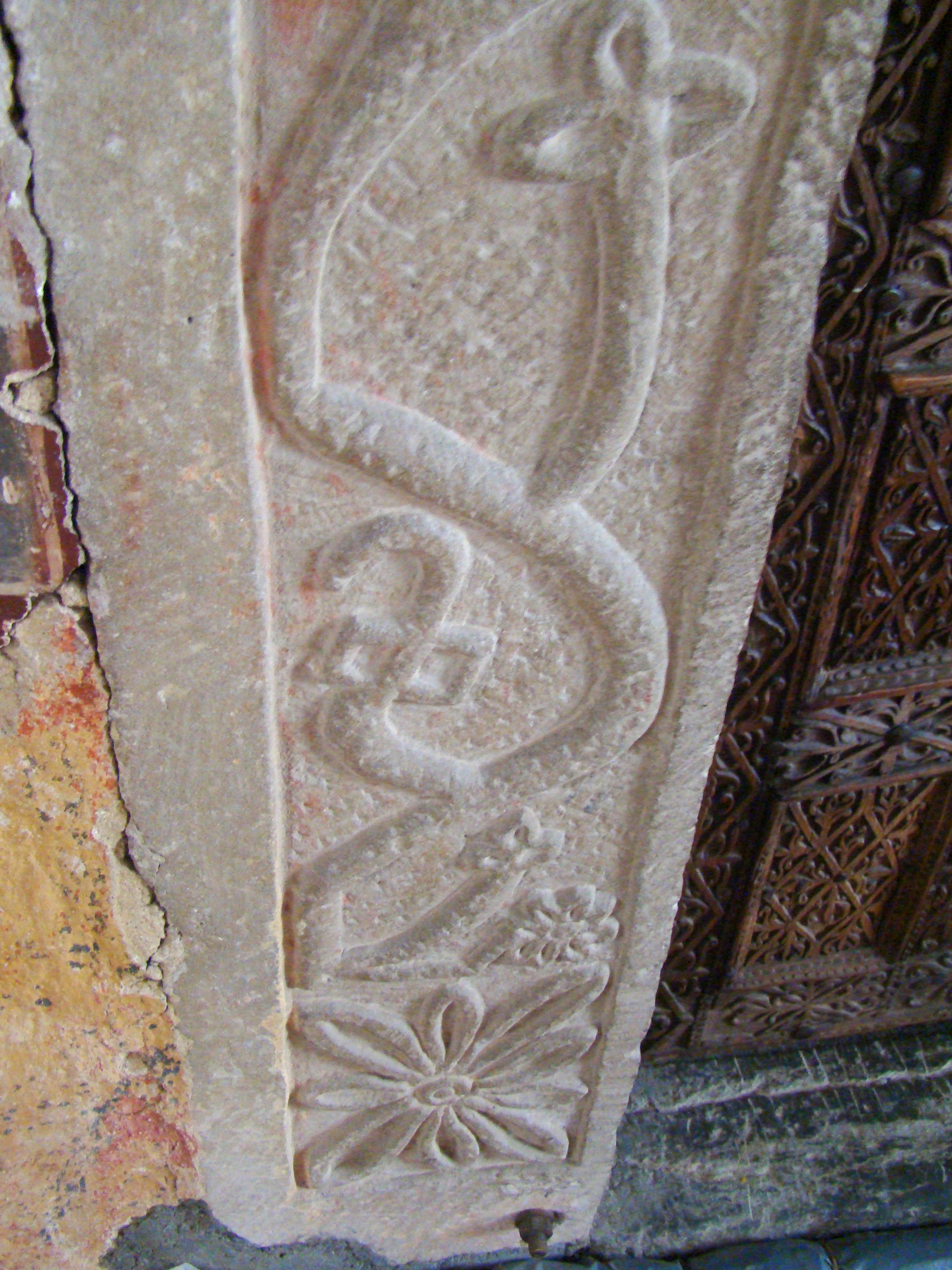
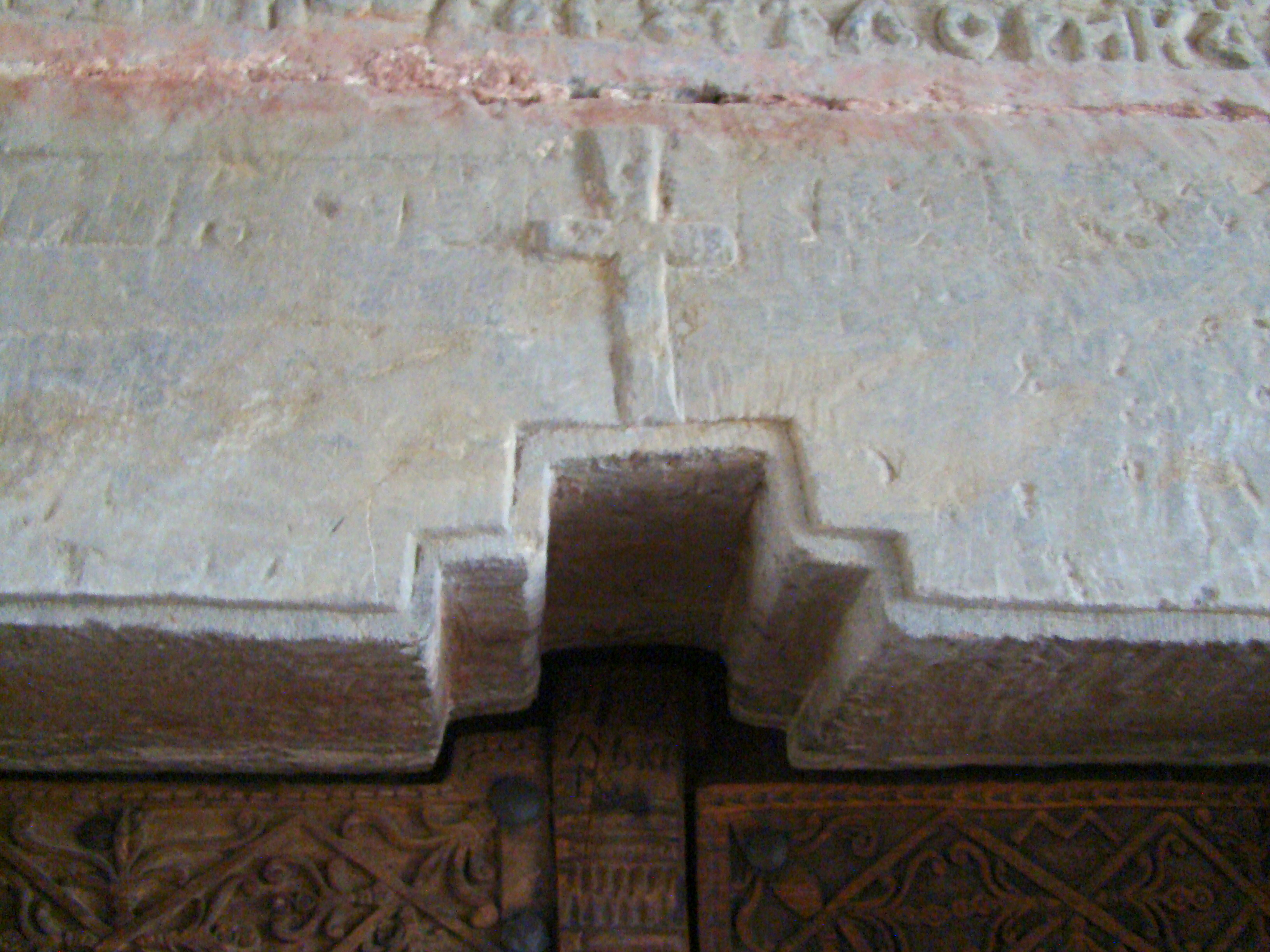
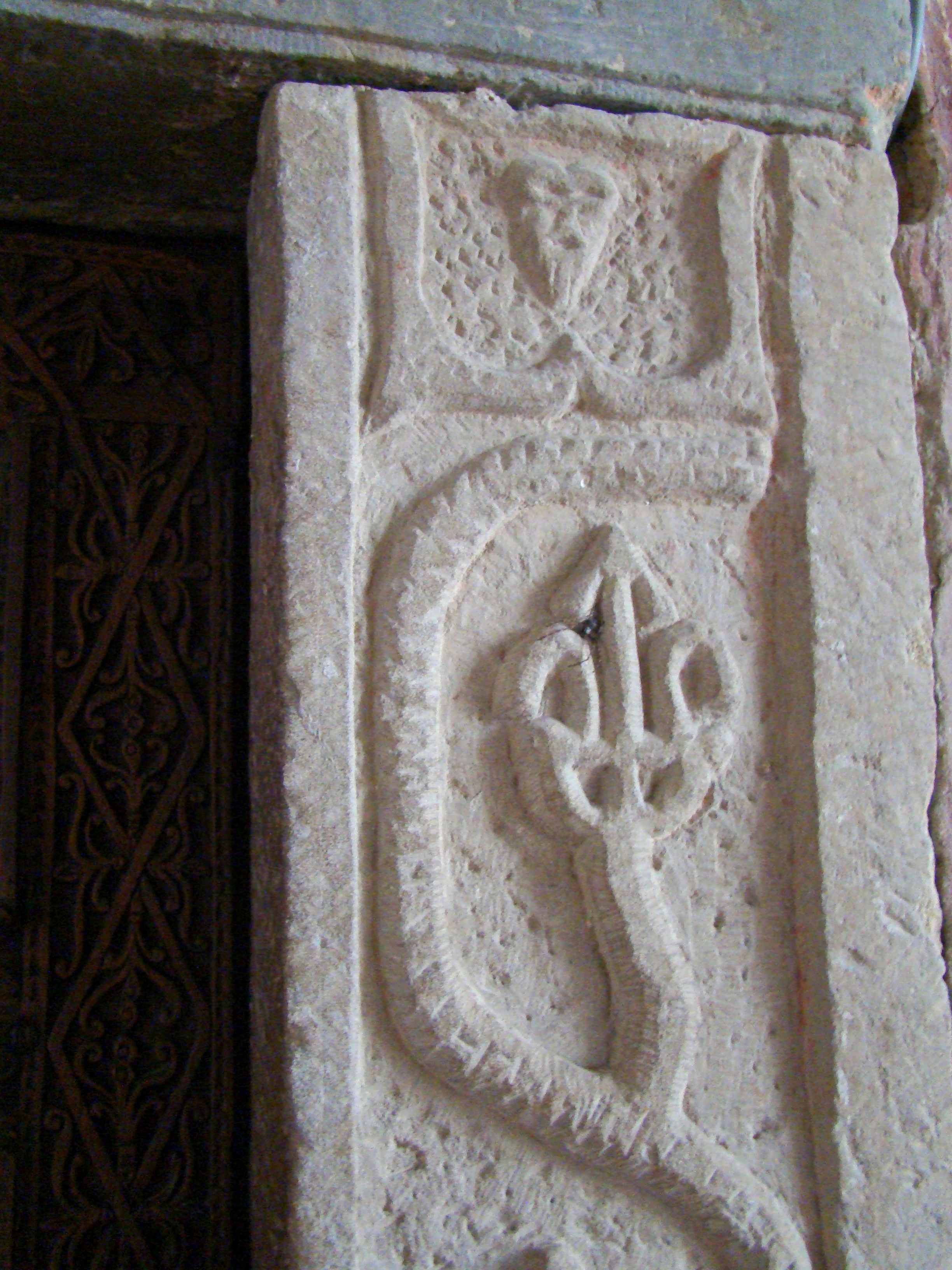
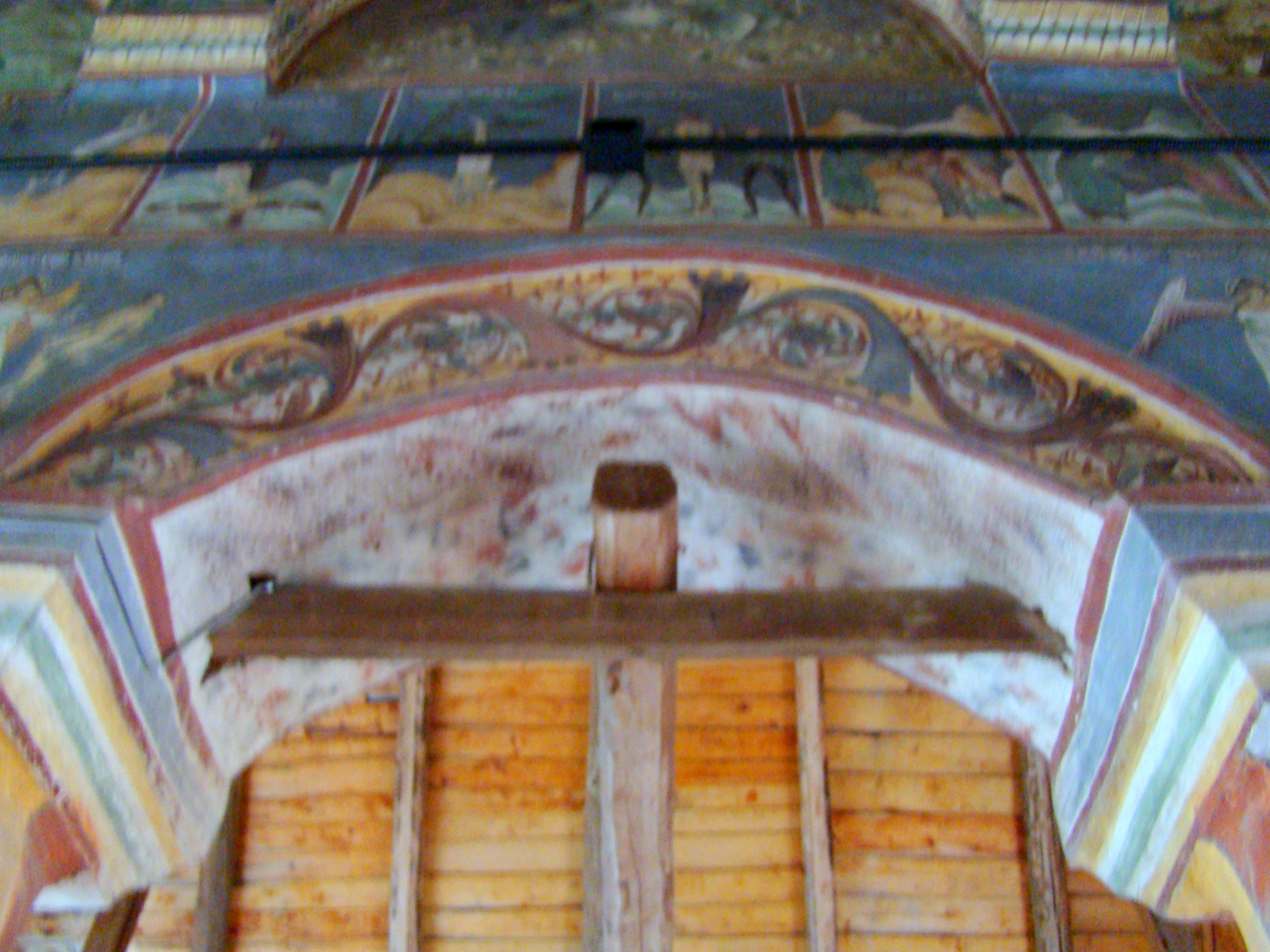
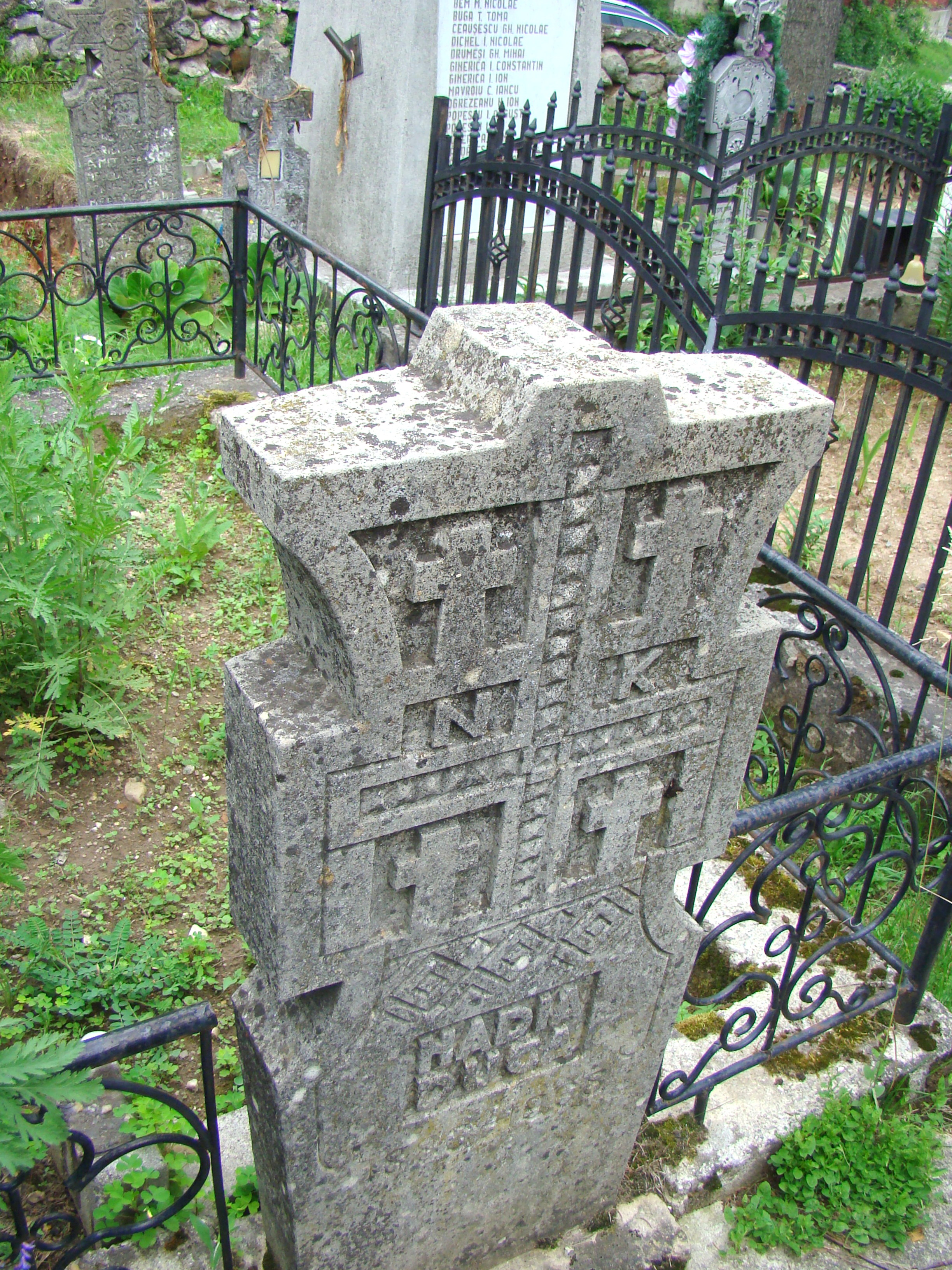
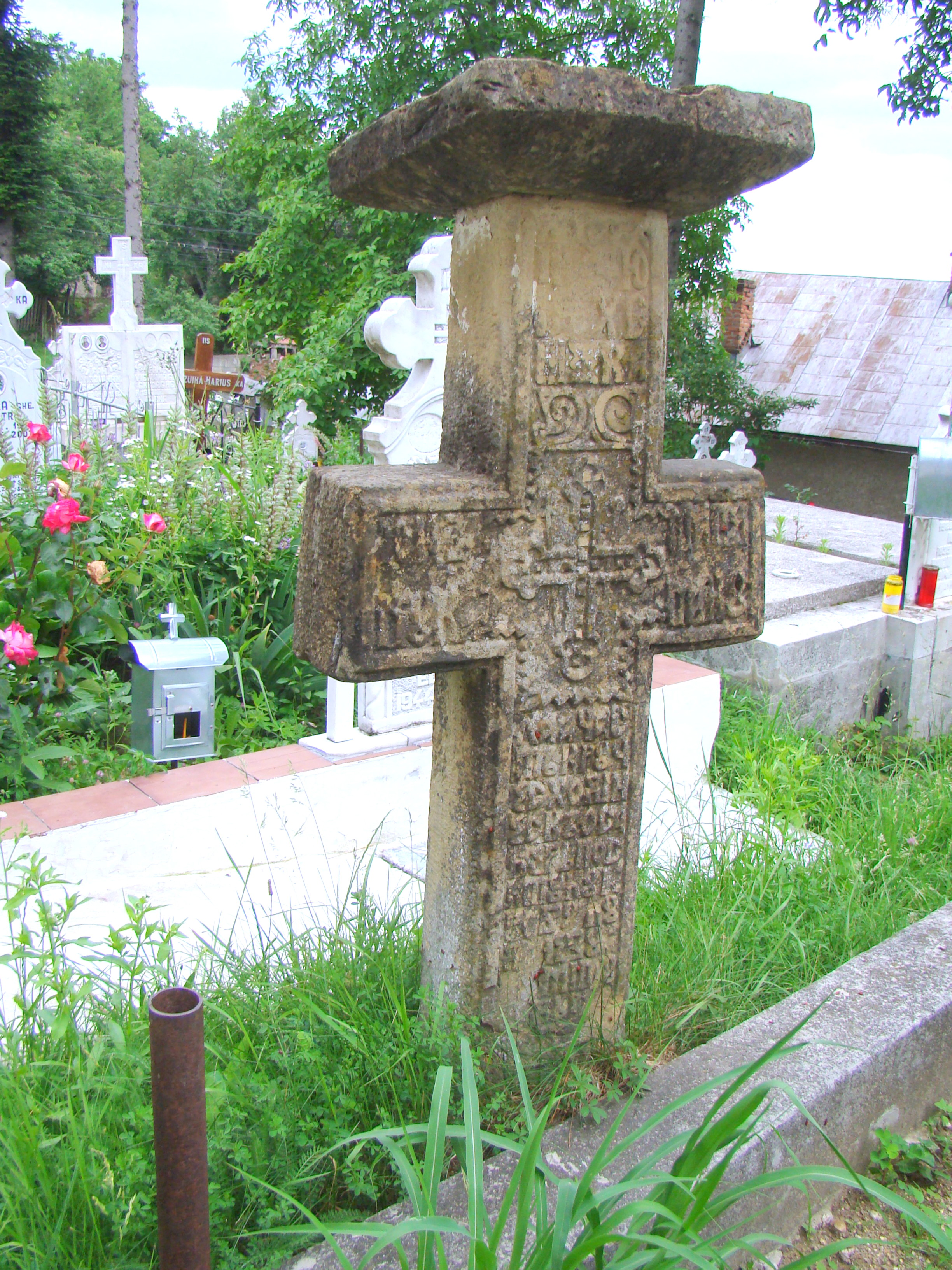
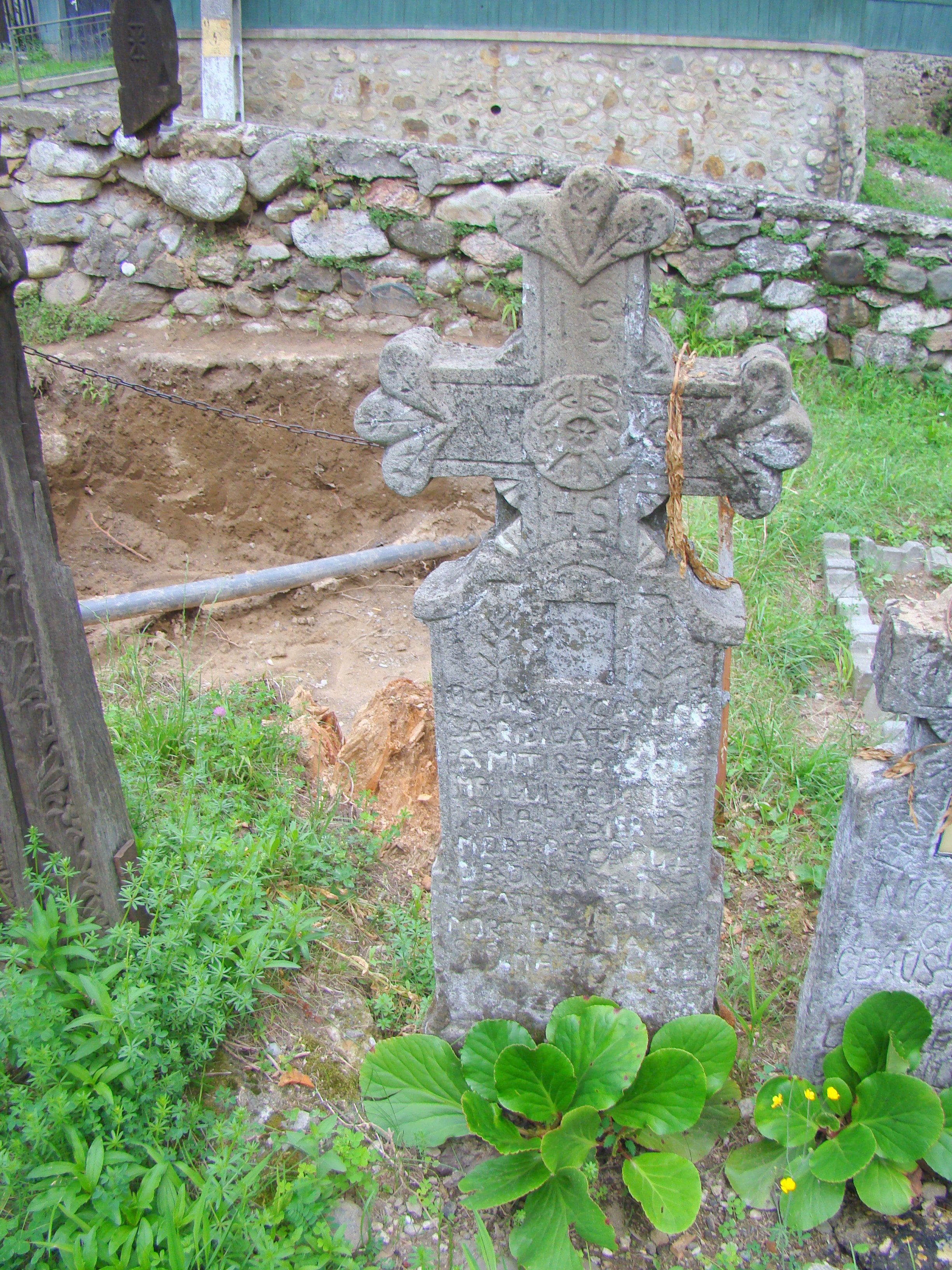
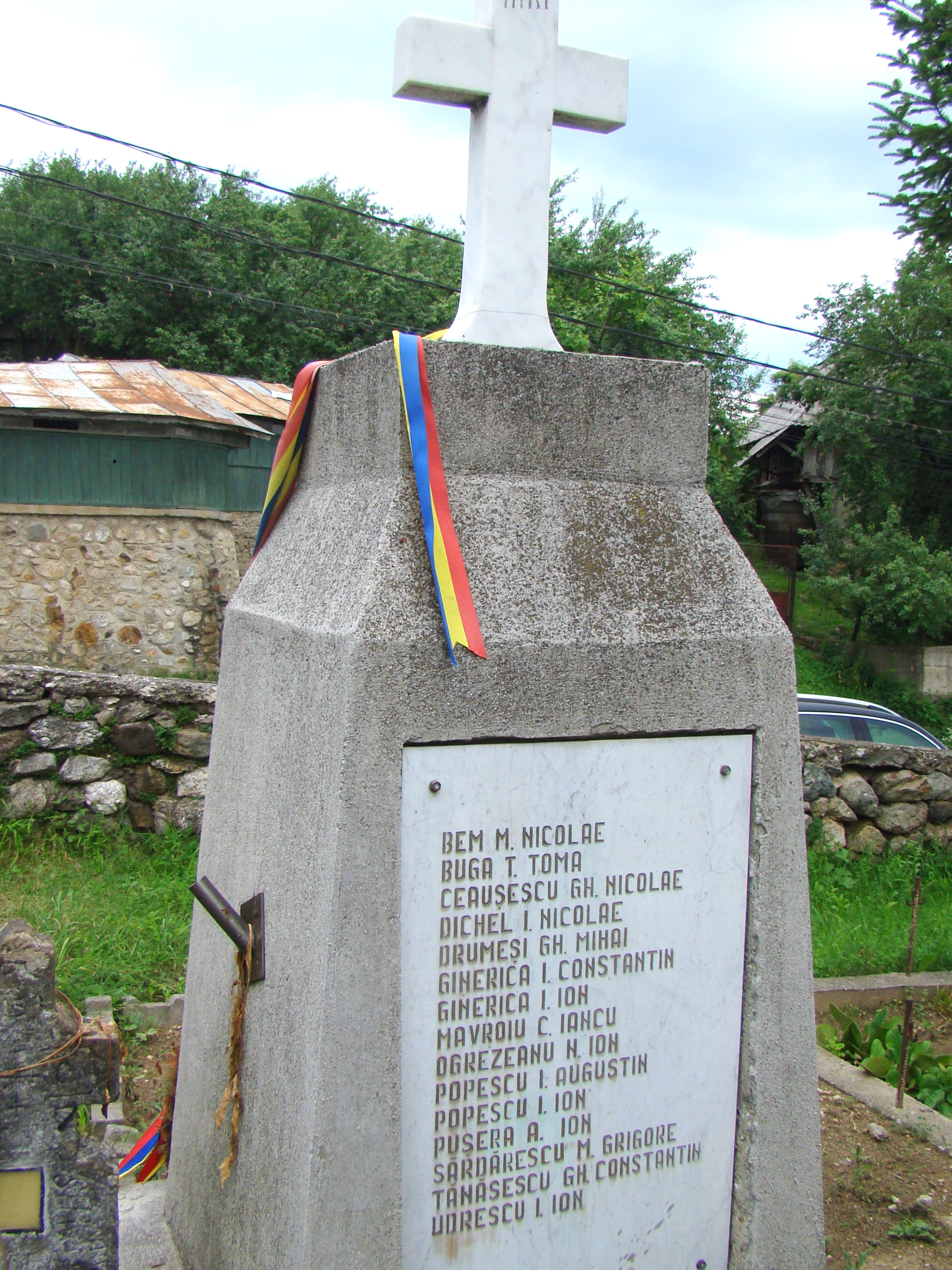
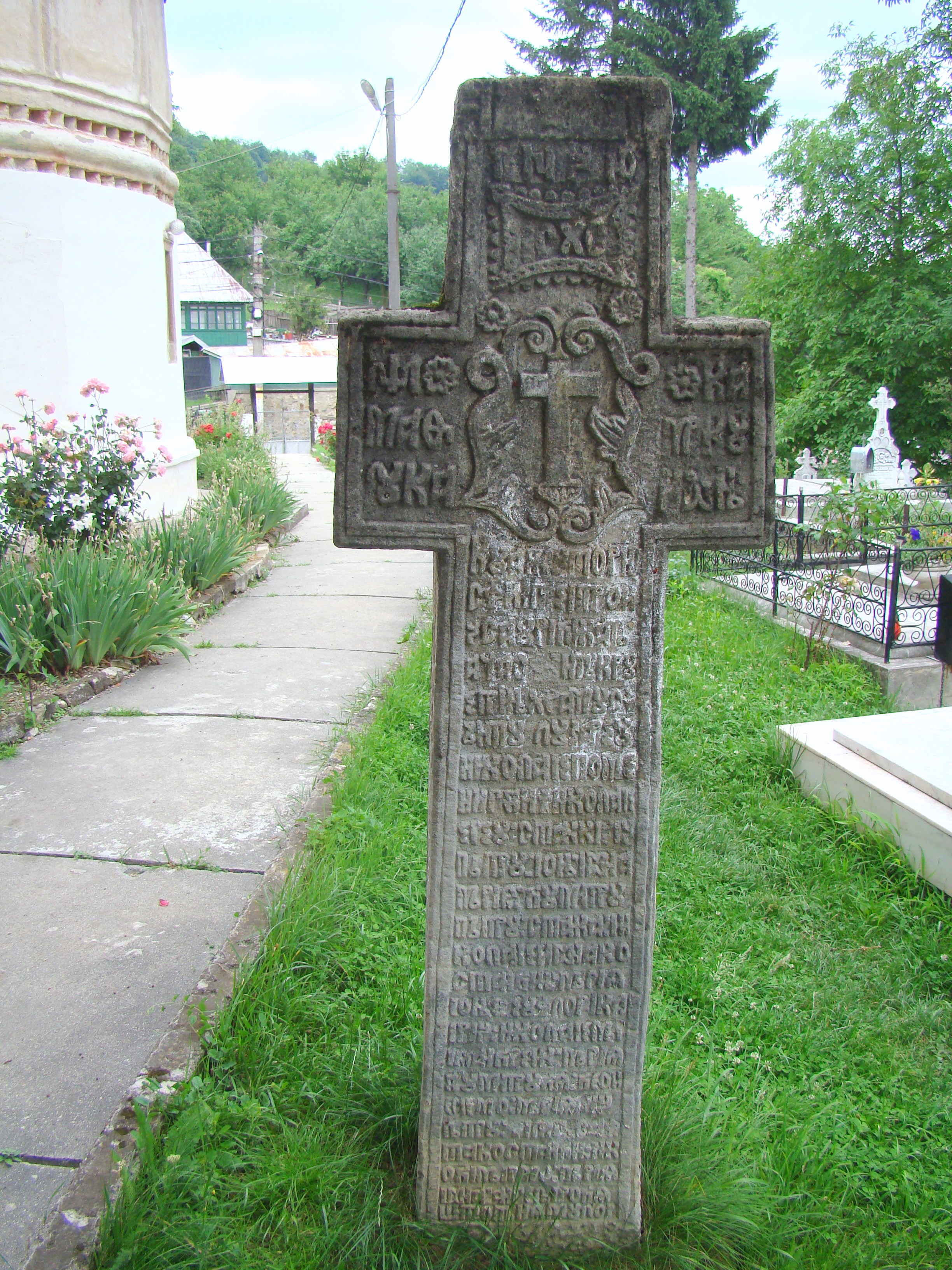
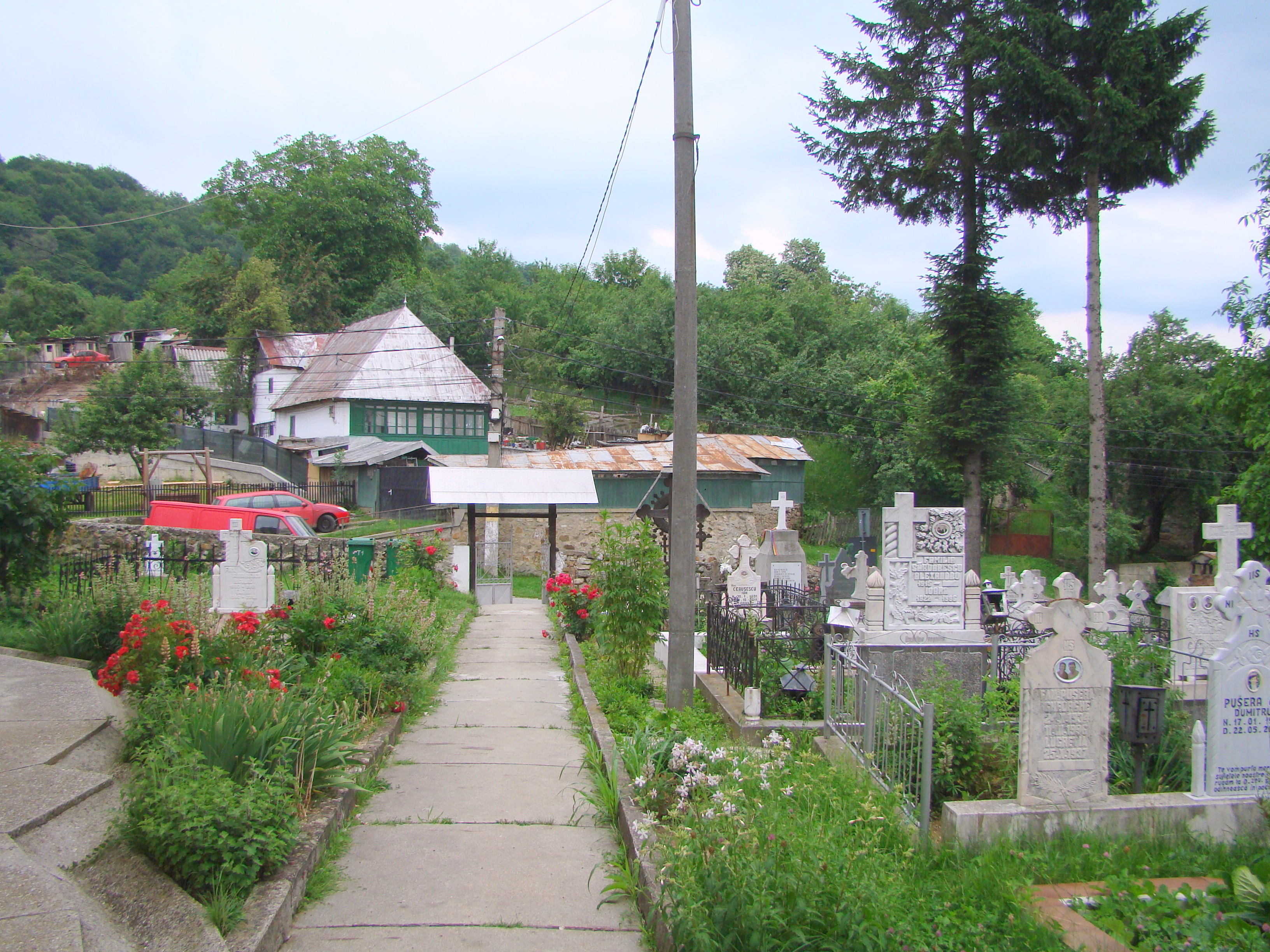
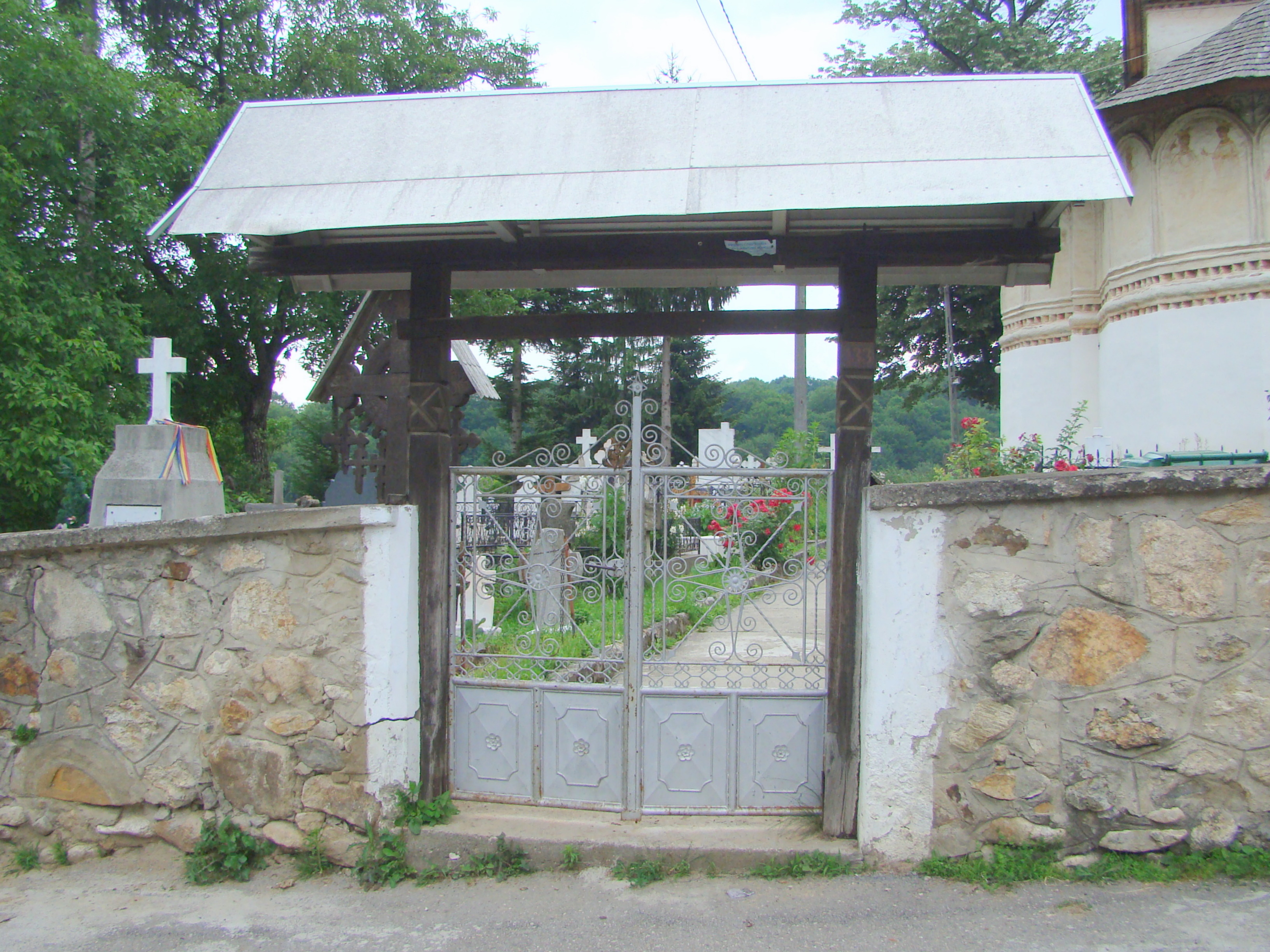